# 星のカービィ (アニメ)
『星のカービィ』（ほしのカービィ）は、任天堂・ハル研究所のゲームソフト『星のカービィシリーズ』を原作とし、2001年10月6日から2003年9月27日まで放送されたテレビアニメ。中部日本放送（現・CBCテレビ）、電通、ア・ウンエンタテインメントの共同制作。

## ストーリー
数万年前、邪悪なる闇の帝王ナイトメアが「魔獣」と呼ばれる生物兵器を作り出し、宇宙のいたるところに送り込み宇宙の征服を企てた。しかし魔獣を造るうちにナイトメアに反発するものが出てきた。そしてメタナイト卿をはじめとする自由と平和を愛する正義の心を持つ「星の戦士」たちは、ナイトメアを滅ぼすため、「銀河戦士団」を結成して戦いを挑んだ。しかし、無尽蔵に繰り出される魔獣の前に戦士団は崩壊。わずかに生き残った星の戦士たちは宇宙の片隅に追いやられつつもナイトメアを倒す新たな方法を探していた。一方、ナイトメアは企業帝国「ホーリーナイトメア社」を設立し、組織的かつ効率的に魔獣を生み出し、宇宙各地の大から小の悪党や金を持てあます金持ちたちに魔獣を売りつけるという方法で自らの勢力を拡大させていった。
そんなある日、宇宙のどこかで次世代の星の戦士「カービィ」が生まれた。そして、カービィはどこからか手に入れた宇宙艇の中で眠りにつきながらナイトメアに対抗する力をつけることになった。しかし、星の戦士の宇宙艇は自動的に魔獣のいる星に向かう機能があり、ポップスターの魔獣の存在をキャッチした宇宙艇はカービィを予定よりも200年早く目覚めさせ、何も知らない未熟な赤子同然のカービィは宇宙艇を操縦できず、そのまま「プププランド」に不時着してしまった。
不時着後カービィはプププランドに住むフームやブンたちと友達になり、彼らの助けを借りながらナイトメアを打倒するために魔獣と戦うことになった。

## 登場キャラクター
作中に人間（地球人）を登場させない方針であるため、ほとんどの人物が1頭身から3頭身のコミカルな姿をしている。
カービィ、デデデ大王、メタナイト、コックカワサキといったゲーム版のキャラクターの他、フーム、ブン、エスカルゴンなどアニメオリジナルのキャラクターがメインになっており、ププビレッジの住民たちはキャピィ族（原作におけるキャピィ）が大半を占めている。
ゲーム版からのキャラクター（主に魔獣）は、初代『星のカービィ』・『夢の泉の物語』（および移植版の『夢の泉デラックス』）・『2』・『3』・『スーパーデラックス』からの出典だが、『64』のキャラは一切登場していない。
作風・世界設定の違いから原作から導入されたもので人物像等が大幅に変えられたものが多い。特に出番の多いカービィやデデデ大王はその傾向が顕著である。
カービィは主人公でありながら言葉を話さない（主に「ポヨ」と話す）という設定である。それは本来、遊ぶ人によってイメージが異なるゲームキャラであるカービィに固定的イメージを持たせないための配慮である。ただし、人名や食べ物の名前など簡単な単語なら片言で話すことができる。原作では（主に初代の取扱説明書などで）「若者」と設定されているが、本作では「赤ん坊に近いもの」と設定されている。戦闘中に技の名前を叫ぶことがあるが、これは彼の心の声が伝わっているという設定であり、実際に話しているわけではない。本編においての戦闘方法はほとんどコピー能力のみである。能力の種類はゲーム出典が24種類、視聴者考案オリジナルが4種類、後述の特別編（番外編）オリジナルが1種類で合計29種類である。
デデデ大王は、ゲームでは悪事を行うことは何度かあっても単に自分勝手で単純な性格なだけで本質的には善良な人物だが、本作ではゲーム以上にかなりの悪事を平気で行う悪知恵の働く人物として描かれている。また基本的に絶対王政を乱用する暴君・暗君として描かれているが、ゲームと同じく根は優しいととれる描写もある。一人称は「ワシ」で、いつも語尾に「ぞい」とつけて話す。
メタナイトは、コミカルな容姿のキャラクターが多くを占めるアニメ中で最もかっこいいキャラクターとして描かれている。これ以前のゲーム作品ではどれも敵として登場しているが、本作ではカービィたちの味方となっている（第3話までは、敵か味方か曖昧な人物として描かれている）。「メタナイト」という名前には「卿」という階級名が追加されている。原作で見せるコウモリのような翼や、仮面の下の素顔は本作では見せない。彼が登場するシーンではほとんどの場合、自身のマントで下半身を包んでおり、原作のようなマントを垂らした姿を見せることは少なめである。戦闘などに必要でない限り下半身や両手、剣を出すことはない。また、原作での性格がクール一点張りなのに対し、本作の彼は基本的にはクールで真面目な性格ではあるものの、時折お茶目、天然ボケ、ミステリアス、ナルシストな面も描写されている。アニメ以降は味方寄りのキャラクターとなった。

### 主なキャスト
以下に挙げている声優は、持ち役以外にも魔獣、モブキャラクター、ゲストキャラクターなど他の役として出演していることがある。
- カービィ、ホッヘ - 大本眞基子
- フーム - 吉田小百合
- ブン、イロー - 小松里賀
- パーム大臣、レン村長、キュリオ氏 - 長嶝高士
- メーム、メーベル - 水谷優子
- デデデ大王 - 緒方賢一
- ドクター・エスカルゴン - 龍田直樹
- ナイトメア、カスタマーサービス - 銀河万丈
- メタナイト卿、ボルン署長 - 私市淳
- ワドルドゥ - 神崎ちろ→小松里賀→水谷優子
- カブー、コックカワサキ、郵便局長モソ、サモ、カイン - 飛田展男
- トッコリ - 瀧本富士子
- ソードナイト - 時田光
- ロロロ、ブレイドナイト - 春林→神崎ちろ
- クー - 春林→神崎ちろ
- リック - 春林→大本眞基子
- ハナ - 小松里賀→神崎ちろ
- ラララ、サト、ハニー - 秋田まどか
- タゴ、ガング - 斉藤瑞樹
- ヤブイ、ビブリ - 関根一則
- ガス、ウィスピーウッズ - 細井治
- 牢人（ドロン） - 飛田展男→斉藤瑞樹
- 羊飼い - 時田光→飛田展男→斉藤瑞樹→私市淳

## 設定
原作であるゲーム版の設定を大きく変更し、大半の登場人物をアニメ独自のキャラクターが占めている。ゲーム版出身のキャラクターに関しても設定が変更されている場合が多い。ゲーム版では地球から遥か遠くの惑星「ポップスター」（特にその中に属する国「プププランド」全域）及びその周辺の惑星などが舞台だが、本作ではプププランドのさらに中の「ププビレッジ」（アニメオリジナル）という村が主な舞台である。
以下、本作に登場する主な場所を挙げる。
プププランド
デデデ大王が支配する国。海や山など自然が豊かで唯一の集落がププビレッジという非常に小さな国。それ故、カスタマーからはド田舎といわれることもある。住民の大半はキャピイ族とワドルディ族。大昔には古代プププ文明が栄えたと言う。上空から地表を見ると半島のような形をしていることが分かるが、ゲラスが接近した際の天変地異や、ギラウエア火山の度重なる噴火、デスタライヤーによる大規模な破壊活動の影響か、話によって地形が大きく異なっている。
ププビレッジ
プププランド、デデデ大王の城の近くにある村。キャピイ族が居住。村の中央にはシンボルとなる大きな木がある。警察署、レストラン、コンビニ、おもちゃ屋、本屋、郵便局、ガソリンスタンド、肉屋（第59話のみ）などがある。宿泊施設は無く、コックオオサカや観光客など作中で村に滞在した人物は基本的にデデデ城に泊まっていた。一度デデデ城にいたすべてのワドルディが村へ流れ込んだために人口が急激に増え、食品の売り上げが爆発的に上がった（フーム曰く「ワドルディ景気」）。また様々な地方から人々が流入してきているようで（第13話）、住んでいる種族はほぼキャピィ族のみであっても出身地は各々違うようである。人口は話によって大きく変動する。デデデの悪巧みや魔獣たちの暴走によく巻き込まれ村の家々や、時には村全体が損壊や壊滅の被害に遭うが次の回にはすっかり元通りになっている。
カービィの家
村外れの丘にある。カマクラ型で中には暖炉、テレビ、ベッド、蛍光灯などが整っている。トッコリが不法占拠していることが多い。その間カービィは隣接する木に造られたトッコリの巣穴で寝る（トッコリは、カービィの方が巣を不法占拠していると主張している）。後述のデデデ城のように魔獣により壊れる場合もあるが、次の回には元通りになっている。
レストランカワサキ
コックカワサキが営む、ププビレッジ唯一の飲食店。当初は大勢の客で賑わっていたが、カワサキが料理下手という設定が定着してからは閑古鳥が鳴くようになった。彼の友人であるフームたちもこの店で食事を取ることは頑なに拒むほどで、喜んで食べるのはカービィ位のもの（カービィにとっては不味かろうが料理に変わりは無いため。ただし、度を越して不味いものは例外）。ただし、回によっては村の住人たちが普通に食事をしていることも多い。デデデの悪巧みによって度々騒動に巻き込まれ、また、師匠オオサカや兄弟弟子ナゴヤの訪問で閉店の危機に晒されることもある。
73話では外食産業で儲けようと考えたデデデの援助によって回転寿司に改装された。寿司自体はロボットが握るので味に問題は無く、初日こそ大盛況だったが翌日以降は住民たちが財布を気にするようになったために廃れ、翌週からは元に戻った。68話では出前サービスを始め、一時は繁盛したが出前が届かない（届けに行ったカービィが食欲と自制心で板挟みになり途中で立ち往生してしまったため）ことに怒ったデデデによる裏工作によって誰も注文しなくなった。しかし72話で村長が出前の注文をしているため、サービス自体は続けている模様。
猫の目灯台
村から離れた海沿いにある青い灯台で、その名の通りレンズ部分が猫の目のような形をしている。48話にて観光ツアーで訪れた。88話などにも登場している。海の生物が魅力らしく、カインが現れることもある。
ギラウエア火山
プププランド唯一の活火山。ブンとボルン署長が落ちそうになる上、デデデが魔獣「ファイアーゼリー」を投げ込んで観光客たちが襲われたりもした。ペンギー軍団が攻め込んできたときはデデデとカービィの連携プレイによって噴火させることで一役買った。名前はキラウエア火山から。
ウィスピーウッズの森
森の王者ウィスピーウッズが住む森。木々が生い茂っておりウィスピーウッズの所まで行くことが出来るものは限られている。
東の森
樹齢800年以上の大木、アコルが住んでいる森。近くには大きな滝がある。リックやクー、ポン、コン、ヌラフ、ネリーなど「3」で登場したキャラクターなどがアコルを住処にしている。
ナイトメア要塞
ホーリーナイトメア社の本社にして超巨大な機械惑星。プププランドから900光年離れたところに存在しており、生み出した魔獣を宇宙中に拡散させて宇宙を支配しようとしている。本作で最も巨大な建造物であり、ププビレッジを覆い隠したデスタライヤーも要塞の前にはゴマ粒程度である。
要塞の守りは堅く、デスタライヤーを多数配備しており、レーザー対空砲も充実している。しかし内部の警備は手薄で、一度同社を裏切ったナックルジョー、ギャラクシア奪還を目論むナイトメアに加担していたシリカや銀河戦士団の生き残りたちの逆襲を受けデスタライヤーを奪取された。
内部は通路一つをとっても広大であり、宇宙船以外で要塞内を移動するには各所に設けられたレール式のリフトを使う必要がある。主な施設･場所としては、巨大なモニターのある司令室、デリバリーシステムの部屋、悪夢の生まれる場所、魔獣養成学校などがある。司令室が要塞の主たる核となっているらしく、メタナイト卿たちが潜入した後、カワサキらが仕掛けた時限爆弾の爆発により要塞は消滅した。
デデデ城
デデデ大王の城。ププビレッジの村外れにある山の上に建つ。一見古城のような厳かな外見をしている。消火装置や自動シャッター、エレベーターなど現代設備も投入されている。デデデの趣味が反映された城で、いたるところに小さなデデデ大王の像やレリーフが設置され、地下牢には骸骨が横たわっている（ただしこの骸骨は雰囲気を盛り上げるための作り物である）。

## 用語
以下、本作に登場するアイテム、メカ、地名等の用語を解説する。

### 機械
デリバリーシステム
ホーリーナイトメア社から転送されてくる魔獣を受け取るためのシステム。さまざまな星に設置されており、それぞれの客の家に設置されている。ナイトメアの本社とポップスター（プププランド）は900光年離れているが、魔獣の転送に要する時間はわずか20秒ほど。基本的には玉座のスイッチでカスタマーサービスを呼び出して魔獣や商品を注文する形だが、緊急事態の際にはデデデ城内に設置されている公衆電話からも注文することが可能（第34話）。
デデデが悪巧みを実行する際や、何らかの報復を考えた時には頻繁に起動させられる。時には何でも屋感覚で食材を取り寄せ、処分に困ったゴミをナイトメア社に押し付けるなど、本来の用途から外れた使い方をされることがままある。
便利グッズ
洗濯機、掃除機、扇風機など、現実の家電と同じ製品。
第28話で登場。デデデが住民たちに「便利グッズを生産するための工場」などと説明して働かせ、給料代わりとして支給された。しかし、工場のベルトコンベア上の部品と比べても明らかに小さく、その実体はアイスドラゴンロボの組み立て工場である事実を隠すために始めから用意されたものであった。
全自動食事ロボット
作業中も自動で食事を食べさせてくれる機械。第28話で住民を休まず酷使させる一環で投入された。テーブルの上にトウモロコシやスープを入れた皿が乗せられており、自動制御のマジックアームで勝手に食べさせてくれる。
クロスガン
第60話に登場した少女シリカの武器。マシンガン（海外版では発砲時の効果音が差し替えられ、光線銃を思わせるソフトな印象に変わった）・バズーカ・ナイフ・カギ縄・火炎放射器と5つの武器に変形することが出来る多機能の武器である。
並の敵は軽々と蹴散らせるポテンシャルを誇るものの、強大な戦闘能力を誇るキリサキンには有効打を与えるに至らなかった。

### 乗り物
ワープスター
カービィが空を素早く移動するための星型の乗り物。初めはカービィの宇宙船の中の小箱に収納されており、後にフームの手でカブーの中の台座にはめ込まれた。アイテムという概念から、キャラクターからは「物」として扱われる一方、カービィだけは「人」の様に接する場面がある。
普段は小さいが、カービィが乗れるサイズにもなり、カブーの口からカービィの方に飛んでいく。デスタライヤーの執拗な追撃によって一部分を破壊されたことがある。この時はカブーの力によって復元された。
第1話ではカービィが危機的状態になると変色し、同時にカービィの体のピンク色も変色した。また、カービィが乗る星型のワープスターの他にもデビルスター、ウイングスターなどがあり、星の戦士たちが乗っていた。
円盤兵器デスタライヤー
第96話から最終回の第100話にかけて連続登場した、ナイトメア社が所持する巨大円盤。ププビレッジを完全に覆い尽くすほどの大きさがあり（推定直径3キロメートル）、デデデ城よりはるかに大きい。コックカワサキからはその形状を「中華鍋」と称されている。
宇宙航行が可能。武装には、機体中央から発射され対地攻撃に使用されるミサイル、機体前部に配されたレーザーなどがある。ミサイルの弾頭は直径約20センチメートル（カービィと同程度）であるが、一発でデデデ城の壁を吹き飛ばすほどの高火力、弾速が速い、かつ追尾能力を持つなど、攻撃性能は高い。また膨大な数が内蔵されており、戦闘中も随時生産されている。これをカービィが吸い込むとクラッシュをコピー可能。機体前部から放たれる青色のレーザーは主に宇宙空間での戦闘に使用される。威力は同機を一撃でねじ伏せる程度だが、シールドを打ち破るには数が必要。
初登場の第96話でデデデ城を陥落させ、第98話では5機編隊でププビレッジに徹底的な爆撃を加え、壊滅状態にまで追いつめた。しかし宇宙戦艦ハルバードの砲撃で逆襲された。第99話ではナイトメア大要塞周辺を数千機ものデスタライヤーで守りを固め、物量作戦でハルバードを迎撃しようとするも、要塞に潜伏したナックルジョーたちの妨害で数機が乗っ取られ、ハルバードの要塞侵入を許してしまう。最終的にほぼ全ての機体が、要塞の爆発を待たずに全滅した。
なお、『カービィのエアライド』の「シティトライアル」では本機に似た巨大円盤が登場している。
ノソトロモ号
第33話に登場した、円盤型の巨大宇宙船。宇宙からやって来たゴミ回収業者の所有物である。
円盤中央にゴミを投棄するための排出口が設けられている。ゴミを回収する際は円盤下部から巨大な箒とチリ取りを取り出し、円盤に持ち運ぶ。
第81話でもカスタマーの回想に同じ用途の宇宙船が登場するが、こちらは円盤ではなくダンプカーのような形状をしている。
宇宙戦艦ハルバード
宇宙航行、長距離ワープを可能とする巨大戦艦。メタナイト卿がナイトメア社との決戦に備え、銀河戦士団の残した設計図を元にデデデ城の地下で密かに建造していた。なお、建造費は国家予算の横領によって賄っている。
デスタライヤー程巨大ではないが、デデデ城よりも大きい。重力波干渉砲という光学兵器でターゲットを破壊する他、敵の攻撃を防ぐシールドを展開、あるいは強化することが出来る。カスタマーは一目見ただけでハルバードと理解し、強い警戒心を抱いていた。
第98話で登場し、ププビレッジを焦土に変えたデスタライヤー編隊を一蹴した。そのままナイトメア要塞に向かうが、第100話では要塞内で敵の攻撃から避難しようとしたハルバードをデスタライヤー3機が奇襲。メタナイト卿たちがハルバードから避難した後、デスタライヤーたちを道連れにして爆発した。
初出は『星のカービィ スーパーデラックス』の「メタナイトの逆襲」だが設定は全く異なる。
デデデカー
第35話で、プププランド初のレースグランプリを開催すると宣言したデデデがナイトメア社に注文した特注車。超高性能ターボエンジンを搭載し、最高速、加速など各能力がグランプリにエントリーされた車の中でダントツに高く、車体（特にボンネット）が前後に長い。見た目が黄金に輝き豪華に見えるだけでなく中には様々なオプション、兵器（マジックハンド、ロケットランチャー、放水、まきびし、催涙ガス、オイル流し、電動ノコギリ、爆弾、ハンマー、機関銃などほか多数）が詰め込まれている。
この話の後編となる第36話で存分にその力を生かし他の選手（特にカービィ）を散々妨害したが、最後でホイールカービィによって逆転勝ちされ、大破する。しかし以降の話にもほとんど毎回登場し、場合によっては何らかのアクシデントで致命的なダメージを負って爆発した。ほとんどはエスカルゴンが運転するが、35話、38話、55話、91話ではデデデ、65話ではメタナイト、74話、88話ではワドルドゥ隊長、95話ではカービィが運転したこともある。
原始力潜水艦ノーチラカス号
第71話で登場した子クジラの背中に、粗大ゴミで作った船橋を乗せて潜水艦としたもの。魚雷を搭載。
宇宙艇
第1話でカービィが乗っていた乗り物は黄色く星の形をしている。カービィが魔獣オクタコンを倒した後、これに乗って再び旅立とうとしたが、離陸直後にデデデ大王の策略で爆破される。その後長らく所在が不明だったが、第35話・第36話で城の地下に保管されていたことが分かり、メタナイト卿によってレース用に改造される。メタナイト卿もこれと同じ宇宙艇（カービィのとは違い色は青）を所持していたが、レースの練習用にとカービィに操縦テストをさせた結果、彼の操縦ミスで大破する。
カービィの宇宙艇は陸、空、宇宙すべてを移動でき、燃料として宇宙に満ちる謎の物質"エーテル"を利用しているため燃料の補充は不要である。

### 薬品
ギジラエキス
第34話に登場した粉末の薬品。これを料理にかけて食べると何でも美味しく感じる。しかし原材料は幻覚作用のあるキノコであり、瓶ごと誤って飲み込んだカービィは周りの人が食べ物に見える幻覚に陥った。
本来はオオサカが未熟な弟子のカワサキを案じて持参したものである。プレゼントとして隠し持っていたが、事情を知らないフームたちがインチキのタネだと早合点し、結果的にはオオサカに汚名を着せる原因となった。
ボルケーノン
第66話で登場したナイトメア社製の滋養強壮ドリンク。火山にも効果があり、寒冷化により休火山となっていたギラウェア火山にカービィがボルケーノンを入れたことにより噴火した。
パワップD/パワダウンE
第80話で登場した栄養ドリンク。パワップDは飲んだ人を精力増強にするが、リバウンド効果も大きい。パワダウンEは飲んだ人を精力減退させる。ボトルには食品安全省認可のマークが付けられていない。
元々、カスタマーが商談の合間に飲用していたものを、珍しいもの好きのデデデが目をつけダウンロードに至ったが、最初に村人を実験台にしてパワップDの効果と安全性を確かめてから飲用した。だが原液をそのまま飲んだことで暴走状態に陥り、部下を巻き込んで夜通し暴れまわる結果になった。辟易したエスカルゴンはパワダウンEに頼り、ワドルディたちと結託して自販機の中身も全てパワダウンEにすり替え、エキサイトする民衆とデデデの無気力化を図った。一方でカスタマーはこの騒動に便乗し、カービィもドリンクの効果で弱った頃合だと判断して独断で魔獣を送り込み、始末を企てた。
コッカギン
パワップDに含まれている、あらゆる欲に駆られる猛毒の興奮剤。

### 小物
魔獣カタログ
ホーリーナイトメア社が無償配布する魔獣のカタログ。デデデ大王が愛読しているカタログ本である。
スターロッド
先端に小さな星の付いた杖。初出はゲーム版の『星のカービィ 夢の泉の物語』であり、同作においてもナイトメアを倒すのに用いた。ゲーム版の説明はカービィの項目を参照。
カービィが第100話（最終回）でナイトメアとの直接対決の時に使った。ナイトメアの能力でカービィの夢の中に連れ込まれたフームが持っていたワープスターを、カービィが吸い込み、コピーしたときに持っていた。ナイトメアはこのロッドから繰り出される多くの星型弾に包み込まれて倒された。
デデン
プププランドで使用されている通貨。硬貨は銅色の10デデン硬貨や銀色と金色の硬貨、紙幣では10デデン紙幣と100デデン紙幣が存在している。紙幣にはデデデの肖像が印刷されている。ナイトメア社に対する支払いもこの通貨が使われている。
プププタイムス
第37話で、デデデの目論みで濡れ衣を着せられたカービィの無実を証明するためにフームが発行した新聞。内容は全てデデデによる犯罪捏造を暴露したもので、住民たちはこれによってチャンネルDDDで流れる嘘のカービィ犯罪報道を信用しなくなった。
デデデミラー
プププタイムスに対抗してデデデが発行した新聞で朝昼晩三回も届く。記事は全てデデデのプロパガンダで広告が多い。最終的には全てカービィによってデデデの元に吐き戻されたが、それら全てはデリバリーシステムによってホーリーナイトメア社に勝手に送られた。そのせいでカスタマーサービスは散々な目に遭った。
宇宙遥かな旅 遥かな味
第11話に名前のみ登場した料理評論本。著者はコックオオサカ。ププビレッジにもその名前が知れ渡っている。
めちゃグルメ 食材大百科
食材を取り扱った百科本。表紙に書かれた英名は『THE TERRIFIC GOURMET FOOD MATERIAL ENCYCLOPEDIA』で、著者はコックオオサカ。ゼボンといった幻の食材についても記載されている。
第11話でナイトメア社から食材選びの参考程度にとデデデの下へ送られた。この時カービィの始末に利用できると考えたデデデは、ゼボンのイラストの上からカービィの絵を貼り付け、困窮するカワサキの傍へ忍ばせることで料理させてしまおうと目論んだ。
ゼボン
上記の食材大百科にて名前と写真のみ登場。オオサカですら食したことの無い宇宙一の珍味としても知られ、このゼボンを使って料理することは全ての料理人の憧れと言われている。
元は『星のカービィ3』に登場するキャラクターだが、このアニメでは前述の通り滅多に手に入らないレアな食材として有名で、アニメの最後まで姿を現すことはなかった。
パピー･ポッティと愚者の石
第38話で登場し、村中で大流行を巻き起こした小説。著者はローリン。
チャンネルDDDの視聴率を0%に落ち込ませた原因。デデデも興味を惹かれて読もうとしたが、字の読めない悔しさから言論統制の名の下に全ての本を燃やしてしまう（書かず読まず持ち込まずの「非書く三原則」）。しかし自分用の一冊だけは確保しており、ナイトメア社を通じて呼び出したローリン（魔獣が化けた偽者）に読んでもらおうとした。この一冊は、後に本物のローリンに直筆のサインを入れられた。
宝剣ギャラクシア
声 - 長嶝高士
メタナイト卿が持つ剣。5万年前に光の種族フォトロンが鍛造した剣で自らの意識を持つ知性体。最強の騎士が持ってこそ本来の力を発揮する。逆に力の足りないものはギャラクシアに放電（つまり拒絶）され、長く持つと命に関わる。
銀河大戦時にナイトメアの魔獣キリサキンによって奪われ、メタナイト卿とガールードが取り戻しに向かった。劇中で拒絶されなかったのはメタナイト卿とカービィの二者だけである。カービィがギャラクシアを吸い込むと、最初からギャラクシアを持った特殊なソードカービィに変身する（第26話）。
カワサキホットスペシャル
ムッシュ・ゴーンとの激辛戦争の際に、カービィだけがどんなに辛い料理も平然として食べることに対して密かに憤りを感じたカワサキが、研究を重ねた末に生み出した超激辛カレー。
カワサキが味見でフォークの先端につけて一舐めしただけで人体発火を起こし、上記の通り辛い料理を食べても平然としていたカービィでさえ食べた途端に「辛い」と感じて火を吹き（この時カワサキは非常に喜んでいた）、これを一口食べたデデデとエスカルゴンは身体が燃え上がり程無く消し炭になった。
ゲーム版の第1作目『星のカービィ』や『大乱闘スマッシュブラザーズX』でもアイテムとして食べると口から火を吹く「激辛カレーライス」が存在する。
チョコカプセル
第52話で登場した食玩。チョコエッグのような形状の菓子の中におまけのフィギュアが隠されている。
上記のチョコエッグとフィギュアはタゴとガングの店それぞれの商品であり、売れ行きが悪く不法投棄されようとしていたが、フームの提案によってこれらを合体したチョコカプセルとして生まれ変わった。中身が銀河戦士団の下級兵士（いわゆるハズレ）や有名な戦士（オーサー卿、メタナイト卿、ヤミカゲなど）のフィギュアだったこともあり、子供から大人まで熱中するヒットを巻き起こした。過熱ぶりにデデデまで踊らされ、超レアなメタナイト卿フィギュアをホッヘから盗んで牢に入れられた。これに懲りたデデデの仕込みで第2弾と称した新シリーズが発売されたが、こちらは「チョコは不味い」「中身がザコフィギュアのみ」「月の光を浴びると魔獣になって暴れだす」という酷い代物であり、月の光を浴びて大量のザコフィギュアが魔獣になり暴れ出し、村中が大パニックとなった。
フィルムチップ
ナックルジョーの父親が万が一の時に備え、自分のペンダントに忍ばせたもの。中身はブースター（後述）の設計図で、使用者のパワーをおよそ100倍近くまで引き出すという代物だが、スイッチ代わりとして特別な宝石（父親の形見のペンダント）を必要とする。
所持者であるジョーは、第65話までフィルムチップの存在を知らなかった。それに対し、劇中でパワードマッシャーの襲来にある程度感づいていたメタナイト卿は、欲に駆られたデデデたちをあえて利用することで腕輪型のブースターを作らせ、パワードマッシャーの脅威に立ち向かうジョーに託した。戦闘終了後、ブースターにはめ込まれていたペンダントは粉々に崩れた。
ブースター
上記のフィルムチップに隠された設計図を元に、エスカルゴンが設計･開発したエネルギー増幅装置。効果は前述したとおりだが、違う宝石をはめ込み攻撃しようとしても拒絶反応を起こし、宝石が消滅してしまう（劇中では事実上、エスカルゴンのへそくりを無下に扱う形となった）。しかしいざ効果を発揮したときのパワーは莫大なもので、パワードマッシャーの超強力な光線兵器とは互角のパワーを誇る。
逆切れモーションキャプチャー
第89話に登場。
オワルト・デゼニーに化けた魔獣アニゲーが、モーションキャプチャでCGアニメを作るためにカービィとデデデに取り付けたマーカー。その実体は取り付けた相手を自在に操るための装置であり、アニゲーによって「デデデが一方的にカービィを痛めつける」ように操られた。操る際はコントローラーを使用する。強い衝撃を与えると外れ、カービィが吸い込むことによってスパークをコピーした。

### ホーリーナイトメア社の商品・特注品
「乗り物」のデデデカー、「薬品」のボルケーノンのように、いずれかのカテゴリと重複するものは省略する。上記の魔獣カタログ、枕、食材百科、携帯電話は料金が掛からず一切無償で提供された物品のため、こちらも省く。
デデデ大王貯金箱
第50話でデデデがナイトメア社に特注、村人全員に配ったデデデ型の貯金箱人形。デデデと行動がシンクロしており、遠隔操作で言葉をしゃべらせて睡眠中の村人たちに暗示を吹き込むことができる反面、貯金箱に加えられた攻撃がデデデにも作用してしまう欠陥を持つ。人形自体はスカであり、コピー出来ない。
元々は睡眠中の村人たちに暗示を吹き込み、人形の中に貯金させ(目が覚めた後も、村人たちは自分の財布から出したことに気がついていない)、デデデが設立した銀行に貯金箱人形のお金を預金させ、私腹を肥やすという計画だったが、上記の欠陥発覚後に全ての人形を回収したことで必然的に暗示が解けてしまい目論みは失敗、やけくそになったデデデは残り一体だけカービィの手元にあることを知るや否や、人形とのシンクロを利用し、辺り構わず適当な攻撃を繰り出しカービィを倒そうとするが、カービィに吸い込まれて返り討ちに遭い、宇宙空間らしき場所に放り出されるというオチがつけられた。
ジャンクフード
第61話でデデデが注文したポテトチップス。味を良くする代わりに限りなく太らせ、更に強い依存性を有する食品添加物「デブリチン」が含まれている。
当初はこれをカービィを与え、過剰に太らせるという計画をカスタマーがデデデに提案していたが、そのことをすっかり忘れた当人はテレビを見ながら食べるおやつ用としてワドルディの制止を聞かず手をつけたため、結果的にカービィだけでなくデデデまで一緒に太り、禁断症状に苦しむこととなったが、カービィはマッチョサンによる止めの攻撃でデブリチンが入ったポテトチップスを吐き出したことで元に戻り、デデデはマイクカービィの歌で城が崩壊した後、元の体型に戻った。
味も様々な種類があり、作中では「激辛キムチ」「うすしお」「ガーリック」の3つの味が登場している。
マイクロナイザー
第63話で登場した光線銃。対象者をナノサイズにまで小型化させる。
「馬鹿は風邪をひかない」と揶揄されて激怒し、風邪ウイルス魔獣を購入してまで風邪をひいたデデデが、やはり風邪は辛いから治したいという身勝手な理由で注文。カービィを体内に送り込み風邪ウイルス魔獣と戦わせたものの、根本的な解決には至らなかった。
美術品
第77話で登場。美術館を建設したデデデがナイトメア社から注文しようとした物だが、あまりにも高額のためレンタル品として借りることになった。
彫刻や絵画はダ･ヴィンチの「モナリザ」、「ミロのヴィーナス」、ロダンの「考える人」、エドヴァルド・ムンクの「ムンクの叫び」など、いずれも地球上の有名な芸術家によって生み出された名作に酷似したものがほとんどである。あくまで異星人（エスカルゴン曰く「どこぞのエイリアン」）によって作られた。
後からデデデが呼び出したペイントローラーの落書き被害に遭い、最終的に全ての美術品が木っ端微塵に吹き飛んだ。
学校キット
ナイトメア社の商品の一つ。第83話では「学校セット」だった。建物のほか、教科書、黒板、机に椅子といった学用品から給食に使う配膳台まで、一般的な小学校に欠かせない物が一通り揃っている。キット以外にも付属品として教師用の帽子（魔獣キョウシー。第58話）、パンチョ率いる優秀生徒3人組（実際は不良魔獣。第67話）が付いてくる。
躾のなっていない（デデデ談）子供たちを教育（洗脳）すべく、第58話・第67話・第83話で度々デデデが注文、このうち第83話は「学校だけで良い」とデデデが自ら申し出たものの、ナイトメア社から契約魔獣のチップが教師として派遣される形となった。いずれもカービィが魔獣を倒した時の爆発に巻き込まれ、全壊している。
動力パーツ
第78話に登場。エスカルゴン･ロボIIを作るためにエスカルゴンが注文したハート型の機械パーツ。正式名称は「超高性能形状記憶変幻自在ナノテク超合金メカ」。強い電気刺激で起動する。
単なる心臓部分の役目を果たすだけではなく、組み込んだロボットの外装を瞬時に形成し、あらゆる機能を向上させて優しい心を持たせることができるが、同時に緑と赤のスイッチも形成されるが、緑のスイッチを押すと心を失った戦闘マシンに変形し、そして絶対に押してはならない赤のスイッチを押してしまうと、元の人格が消えた完全な魔獣と化す。
超合金ヘビメタシェル 甲殻機動スーツ
第88話に登場。デデデがエスカルゴンの殻を弁償すべく注文したもの。重量だが超合金の名が付くとおり非常に頑丈で、デデデのハンマーを喰らったぐらいではビクともしない。装着した者を魔獣に変えてしまう恐ろしい機能を搭載しており、これを着たエスカルゴンは次第に様子がおかしくなり、魔獣マイマイゴンに変貌した。
最終的には、マイマイゴンがカービィに敗北した際に真っ二つに割れた。

### 機関・組織
ホーリーナイトメア社
銀河大戦の終戦後、闇の帝王ナイトメアが設立した大企業。株式会社である(第93話)。「企業帝国」の異名を持ち、同系統の会社で「ホーリーナイトメア・トイズ」や「ナイトメアツーリスト」が存在する。
主に魔獣販売が中心で、客との商談はカスタマーサービスが担当する。魔獣はナイトメア要塞（後述）で養成したもの売り、通販形式で宇宙中に拡散させ、ついでに金儲けも行うことが目的。魔獣の値段は個体によって異なるがだいたい数百万デデン-数千万デデン。だが商品は魔獣だけに限らず、学校キットや薬品も取り扱う。また商品販売に限らず、要求に合わせた人材派遣サービスを行ったり(大半は魔獣が化けている)、テレビ放映を行う。
チャンネルDDD
第6話でデデデ城の地下に開局したプププランドの国営テレビ局。映画は放送されていない。
銀河戦士団
星の戦士たちがナイトメアの宇宙の支配に対抗するために結成された組織。ナイトメアの怒りを買うほどに抵抗をするが、ナイトメアが無尽蔵に魔獣を送り込んできたためにほぼ全滅する。その後はメタナイト卿やオーサー卿などの残党が密かに打倒ナイトメアの機会をうかがっていた。
デデデ帝国銀行
デデデ大王が第50話で設立した銀行。村人たちがデデデ大王貯金箱で貯めたお金をこの銀行に預金させてそのお金を自分が使う予定だったが、欠陥が発覚して回収したことにより村人たちへの洗脳が解け、預金は全て卸されてしまい倒産した。預けても利子は付かないが、貯金通帳作成は無料で特典にデデデ大王のプロマイド、バッジ、ティッシュ、メモ帳などが貰えるというものであった。
デデデ帝国大学附属小学校
第58話で初登場。デデデ大王が子供たちを洗脳するために造った学校。帝国大学附属とあるが実際にはププビレッジに大学はない。
フームを安心させるために教師は皆村人の中から選出されたが、教壇に立つと教師役の村人が凶暴な性格に変わる。魔獣キョウシーが教師の帽子に化けており、それをかぶった教師役の村人を操っていた。それを見抜いたフームがカービィに戦いを挑ませるが、その影響で校舎が大爆発、わずか2日で廃校となった。その後2回建て直しが行われたが、いずれも数日で魔獣が送り込まれ、魔獣との戦いの末に校舎が爆散し、廃校になった。毎回校舎が爆破されるとデデデの顔を模した鐘が飛んでいくシーンがある。
そもそもはププビレッジに教育機関そのものが存在しないことに端を発していた。普段はフームが教師代わりに青空教室を開き、子供たちの教育に当たっている。
デデデロイヤルカントリークラブ
デデデ大王が建設を目論む巨大ゴルフ場。
初めて登場したのは第5話。この時はウィスピーを騙し討ちして森ごと全面伐採したが、カービィが飲み込んでいた命のリンゴからウィスピーが蘇ったことで失敗に終わる。それ以降もデデデは諦めず、ウィスピーの優しさにつけ込む、親友アコルの森へ場所を変える、エコツアーを乗っ取り下見をする等、手を変え品を変えてゴルフ場建設を目指した。しかしこれら全ては、カービィたちの活躍で未然に防がれた。
ロイヤル・アカデデデミー・オブ・アーツ
第77話で登場。デデデが村人たちの描いた絵を台無しにした償いとして建設された。建物自体は簡素な組み立て式であり、フームには「見た目だけ立派で中身のない箱物」と酷評される。当初は村人たちの絵を飾るのが目的であったが、それらを飾るには勿体無いという理由でナイトメア社から注文した有名な美術品を飾った。最後はカービィとペイントローラーの戦いによって崩壊した。

### 天体
ポップスター
カービィやデデデ大王たちの住む惑星。ゲーム版では黄色い星に色とりどりのリングがかけられた形をしていたが、アニメ版では地表付近のみの登場。第48話で観光客が登場したり第57話におけるフームの「食糧不足で困っている国もある」といった旨の台詞などから、プププランド以外にも国が存在することが分かっている（エスカルゴンも元はプププランドの住人ではなく外国の住人である）。
ピピ惑星
第21話にて名前のみ登場。国家元首はローナ王女。宇宙船を作ることができ、かつ惑星間を自由に移動できるほどの科学技術を持つ。
妖星ゲラス（ようせいゲラス）
超巨大な小惑星。表面は赤いガスやマグマで煮えたぎっている。
第41話・第42話にかけて登場し、ポップスターへ接近した。作中の描写を見る限りでは、ナイトメア社の干渉によってゲラスの本来の軌道が逸れたようである。最接近時には火山噴火、暴風などの天変地異を引き起こした。あわやプププランドに衝突しかけたが、最後はカービィ、フームたちの起死回生の作戦によって軌道が再び逸れ、辛うじて衝突は免れた。
惑星ハワイ
第64話にて名前のみ登場。モニターに表示されていたイラストでは、現実のリゾート地に似ている。
謎の惑星
第65話冒頭の舞台。表面が赤く光っており、妖星ゲラスと酷似している。主な場所としては廃墟と化した城しか確認されていないが、戦闘シーンでは町並みのような景色が映っている。
ナックルジョーはこの城でパワードマッシャー率いる魔獣軍団と死闘を繰り広げた。城の中にナックルジョーが脱出に用いたデリバリーシステムが残っている。
カワサキ星、ナゴヤ星
それぞれコックカワサキとコックナゴヤの出身地で、第86話において名前のみ登場。コックナゴヤの弁によれば、「カワサキ星」は「寂れた工業地帯の田舎」で、「ナゴヤ星」は「100m道路や金のシャチホコを有する歴史ある都」だという。

### その他
星の戦士
侵略者から星を守護する戦士たちの総称。第3話におけるカブーの話（そのカブーもメタナイトから聞いたらしいが）によると、カービィと同様にナイトメアによって魔獣として生み出されたが、正義の心を持っていたため反抗した者たちを起源としているのだという。この星の戦士たちで構成された組織が銀河戦士団である。
フォトロン族
数万年前に宝剣ギャラクシアを鍛造した光の種族。劇中では人の形をした炎の塊というイメージで描かれた。
銀河大戦
太古の昔に起こった、全宇宙を支配しようとした闇の帝王ホーリーナイトメアと、自由を愛し正義を志す星の戦士たちが結成した銀河戦士団との大戦争。長きにわたる戦いの結果は、無尽蔵に魔獣を送り込むナイトメアの圧勝に終わり、銀河戦士団は壊滅に追い込まれた。
プププグランプリレース
第35・36話で開催された、プププランド初の自動車レース。ププビレッジの大通り・森・牧場・荒れ地を経由するコースを12周する。カービィ（トッコリが同乗）・デデデ大王とエスカルゴン・フームとブン・村長夫妻・メタナイト卿の5台で争われた。優勝は村長夫妻、続いてカービィ、ブンの順にゴールした。デデデ大王とメタナイト卿はマシン破損により途中リタイヤ。また、デデデ大王が選手を妨害（ハンマーで叩き潰す、まきびしをばら撒く等）、ピットクルーが別の選手のピットを行う（カービィの方はホッへたちがクルーを務めていたが、メタナイト卿の策略によってソードナイトとブレイドナイトが代わりにピットを務めた）、カービィが宇宙艇を降りてホイールで走行する等はルール違反になっていない。

## 作風
低年齢層向けのアニメの体裁をとっておりほのぼのした雰囲気ながら、パロディが散りばめられた話や社会の問題点など社会風刺をテーマにした話があるなど、大人の視点で楽しめる話も多く見られる。
カービィはゲーム同様コピー能力を使い毎回魔獣と戦っていく。序盤の数話は魔獣とのバトルや星の戦士の秘密に関する話が多くを占めているが、第5話以降はカービィがププビレッジの日常を過ごしながら星の戦士としての力を付けていく形となるため、実質的に前述の社会風刺やパロディが主体の、ナイトメアとの対決という番組の本筋とは直接関係ない話が増え始める。
作中のプププランドにはコンビニや自動販売機など現実世界に存在するものが登場する。食糧不足、温暖化、オゾン層破壊、環境問題、不法投棄、教育への不安、テレビ番組の情報捏造、観光客のモラルの欠如、捨てられたペットの野生化、リストラ、箱物行政、旧石器捏造事件など様々な問題がプププランドでも起こっているという設定になっている。
作中で取り扱うパロディのジャンルは多岐にわたり、映画「サイコ」「ローマの休日」「モダン・タイムス」「生きる」「ジュラシックパーク」「風と共に去りぬ」「モスラ」「キングコング」、文学作品「ドン・キホーテ」「1984年」「ハリー・ポッターと賢者の石」などがある。
また、社会風刺と共にメタフィクション要素を採用している。中にはアニメ制作を題材としてアニメ業界に対する批判を行う回もあり、第49話はアニメ制作現場の過酷さと作画崩壊を、第89話では3DCG技術の発達によるセルアニメの衰退と当時世間にあまり知られていない萌えアニメやオタクなどを風刺している。
キャラクターが発する台詞に関して、VHS版では一部カットされているものもある（第61話でのデデデの「国家ぐるみの場合は犯罪にならんぞい」といった台詞など）。
基本的にほのぼのとした雰囲気の話がメインになるが、星の戦士に関する話は「銀河をめぐる戦い」の意味合いがあり、シリアスに描かれる。

## 制作
企画は2000年頃に立ち上がり、原作者の桜井政博がアニメの監修も担当し『大乱闘スマッシュブラザーズDX』の開発と同時進行する形で企画制作がスタートした。アニメ化の話はそれまでもいくつかあったが断っていたといい、今回はクオリティーに対して確信が持て、新しいことも出来そうだということでアニメ化を決意したという。カービィ役を声優へのオーディションに据えていたが、この時演じていたのは大本眞基子である。
3DCGパートは、softimage3Dで制作され、ア・ウンエンタテインメントが担当。また、オーヴァーロードの社員がア・ウンに出向き、制作協力をしていた。なお、スタジオコメットがアニメーション制作協力として制作に参加した一部の話については、スタジオコメットCG部が独自に3DCGパートの一部を制作していた。
カービィの質感を表現するために、ポリゴン＋2D－CG＋オーソドックスなセル画という方式を取っていた。2Dと3DCGを換算すると1話単位で約1万枚のセル画を使用しており、従来のテレビアニメーションの2倍〜3倍の量が使われている。2Dでは絵の持つ温かみを、3Dではカービィのゴムボールのようななめらかな動きや魔獣との戦闘シーンが表現される。
開始当初はBGMは全て宮川彬良作曲のアニメオリジナル曲だったが、第34話以降は過去のゲームのBGMも併せて使用されるようになった。出典は主に『星のカービィ』と『星のカービィ スーパーデラックス』からであり、アニメ流にアレンジされたものが多い。さらに、『カービィのエアライド』発売前後からはそれのBGMも多用されるようになった。『エアライド』ではアニメ版オリジナルBGMが逆輸入され、後に『大乱闘スマッシュブラザーズX』でも使用された（著作権表記欄に宮川彬良とあるもの）。一部のアレンジ曲は「星のカービィ 鏡の大迷宮 サウンド+」に収録されている。
監修の桜井政博は本作を「戦うホームドラマ」と評しており、毎回の脚本をチェックしていた。また「独自性を持たないとアニメを進めるのは難しいので､ゲームにない表現もいろいろ許容しています」と語っている 。
総監督の吉川惣司は本作を「人間の社会に似た生活ドラマ、その一方でアクション性の高い魔獣との戦闘シーンもあり、いつもはかわいいカービィが豹変して恐ろしくなったりと、奇想天外で楽しい作品です」、「子供だけではなく大人が見ても楽しめる作品となっています」とコメントしている。
最終回である第100話では話の展開に矛盾や強引さがいくつか見られた。脚本をチェックした桜井が吉川に電話で連絡を取ったところ、当時吉川の妻が危篤状態で、今日か明日がヤマである状況だったといい、妻の最期に間に合うよう突貫作業で脚本を仕上げなければいけなかったという。吉川はこのことを桜井とプロデューサー以外の周囲の誰にも告げず脚本制作に取り込んでいたと知り、桜井は「自分だったら泣きながらあっさりと逃げ出してしまうのかもしれません」と思ったという。桜井が連絡を受けてから6時間後に吉川の妻は亡くなった。妻は生前吉川の仕事を心配しておりこのアニメが大好きだったといい、桜井にとってそのことだけは救われたと感じたという。
最終回のアフレコ時にナイトメアに攫われたフームをカービィが追いかけるシーンで、カービィ役の大本眞基子がアドリブで「フーム!」と叫んだ。また、打ち合わせの段階では大ピンチに陥ったフームに対し、普段はフームに呼ばれて飛来するワープスターをカービィが自発的に「ワープスター!」と叫び自力で呼び出すという展開が桜井から吉川に提案されていたが、これらは使われなかった。桜井は放送開始時より「カービィの精神的成長」というテーマを検討しており、普段はほとんど喋らないカービィを最後に喋らせようと考えていたが、それがあえて使われなかったことについては「なんらかの形でアニメカービィを続けたいと監督やスタッフが願っているからではなかろうか」と解釈していた。
最終回のエンディングテロップでは、それまで3DCG制作に携わったア・ウン関係者のほとんどの名前が3DCG関係のスタッフ欄に表示された。
桜井がアニメの監修も担当する中で出演者やスタッフたちと親しくなり、最終回収録後のいつもならアフレコがあった日が丁度桜井政博の誕生日となったため、誕生パーティを開いてくれたというエピソードもある。

### スタッフ
- 原案 - 桜井政博
- 企画 - 加藤直次、谷村正仁、渡辺哲也
- チーフプロデューサー - 加藤直次、小田晶、尾崎正善
- プロデューサー - 岩田聡、山西太平、平野成一、岡崎剛之（第27話 - 第100話）
- 総監督・シリーズ構成 - 吉川惣司
- アニメーション監修 - 小田部羊一
- アニメーション監督 - 日下部光雄
- アニメーションプロデューサー - 西宮規子
- キャラクターデザイン - 島袋美由紀
- 総作画監督 - 飯村一夫
- 3DCGディレクター - 村山寛貢
- 3DCGデザイナー - 中辻慶治、保坂洋
- 3DCGモーションディレクター - 齋藤大典、高村彰
- 美術監督 - 湖山真奈美
- 色彩設定 - 佐藤和子
- デジタル撮影監督 - 山本修司
- 編集 - 瀬山武司
- 音響監督 - 松浦典良
- 音楽 - 宮川彬良
- アニメーション制作[注 13] - スタジオ・ザイン
- CG制作協力 - オーヴァーロード
- 制作監修 - 山内溥
- 効果 - 伊藤克己、有田利樹
- 録音 - 丸山光義、今井修治、小堀新一
- 製作 - 中部日本放送、電通、ア・ウンエンタテインメント

## 主題歌
オープニングテーマ
「カービィ★マーチ」
作詞 - 三宅伸治 & 見紅 / 作曲・編曲 - 宮川彬良 / 歌 - シャンチー（カービィレコード）
- 第1話から第71話（2001年10月6日 - 2003年2月22日）まで使用された。14話から映像が一部変更され、27話からカービィのコピー能力の一部が変更されている。『特別編』の冒頭にて歌い出し部分の映像が使用されている（ただしテロップは無い）。

「カービィ!」
作詞 - 藤林聖子 / 作曲 - 佐藤和豊 / 編曲 - 鈴木ひろみ、佐藤泰将 / 歌 - 朝川ひろこ（avex mode）
- 第72話から第100話（2003年3月1日 - 9月27日）まで使用された。GCソフト『ドンキーコンガ』に収録されている。

エンディングテーマ
「きほんはまる」
作詞 - さいとういんこ / 作曲 - 宮川彬良 / 編曲 - 柴野曜 / 歌 - シャンチー（カービィレコード）
- 第1話から第71話（2001年10月6日 - 2003年2月22日）まで使用された。27話から映像が変更されている。カービィとデデデ大王の絵描き歌だが、星のカービィのテレビCM及び星のカービィ 夢の泉の物語のOPデモに使われているものとは全く別物である。

「カービィ☆ステップ!」
作詞 - 近藤由華 / 作曲・編曲 - 宮川彬良 / 歌 - KONISHIKI（avex mode）
- 第72話から第100話（2003年3月1日 - 9月27日）まで使用された。曲が始まる前に約5秒間のコントがある。第72話から第99話までの内容は、デデデ大王がカービィを爆弾で倒そうとするが自分も巻き込まれてしまうというものが多い。オチは爆弾が爆発する（もしくは爆発音）というものである。第97話でカービィが満月を吸い込むシーンの内容になっているほか、最終回の第100話は、特別でカービィが夢の中で食べ物に囲まれているというシーンの内容になっている。これらの歌は第31話や第58話などで話のネタとして数回取り上げられた。

## 各話リスト
日付は全国ネットで放送された際のもの、視聴率は本放送における関東地区のもの（ビデオリサーチ調べ）である。サブタイトルの表記は本編中の題名読みで表示されたものに準拠する。なお、DVDおよびレンタルビデオにおいては、前後編に分かれているエピソードを1本のビデオに収めるため、収録順が変更されている。
放送話数100話。視聴率は最低3.0%（64話・95話）、最高7.6%（22話・24話）。放送期間・放送話数ともにCBC製作および在名局製作のアニメとして最多・最長で、TBS系列のアニメとしても3番目である。文字放送字幕も実施。
エンディングテーマの終了直後には「プププつうしん」というミニコーナーが放送された。アニメの中で取り上げられた出来事や、ゲームの最新情報、DVDやCDが当たる懸賞、視聴者が作ったカービィの絵や作品の紹介と幅広い内容である。下にはCBC公式サイトのURLが表示。長さは15秒、ナレーションは大本眞基子。まれに大本以外の声優が担当する回もある。レンタルビデオ、再放送版、販売用DVDには収録されていない。
番組放送期間中、中部日本放送の『グッデイCBC』と東北放送の『グッデイみやぎ』では占いのコーナーがあり、本アニメのキャラクターを用いた星のカービィ星占いがあった。また、毎週金曜日の占いの後は「星のカービィ」の予告も番組内でされていた。なお、この占いはTBS系列で当時放送されていた『おはよう!グッデイ』及び、その番組の上記2局以外のローカル差し替え枠では放送されなかった。
2002年4月13日と2003年4月12日は、ゴルフの「マスターズ・トーナメント」の中継のため、2002年9月7日と2003年9月6日は、「全米オープンテニス」の放送により番組休止となった。
タイトルコールはフーム役の吉田小百合。
| 話数             | サブタイトル                  | 脚本                | 絵コンテ         | 演出             | 作画監督                    | 放送日         | 視聴率 | DVD・VHS  |
| ---------------- | ----------------------------- | ------------------- | ---------------- | ---------------- | --------------------------- | -------------- | ------ | --------- |
| 第1話            | 出た!ピンクの訪問者           | 吉川惣司            | 吉川惣司         | 日下部光雄       | 飯村一夫                    | 2001年 10月6日 | 5.5%   | 第1巻     |
| 第2話            | 大変!戦士のおうち探し         | 吉川惣司            | 日下部光雄       | 日下部光雄       | 飯村一夫                    | 10月13日       | 5.9%   | 第1巻     |
| 第3話            | え!メタナイト卿と対決?        | 吉川惣司            | 奥田誠治         | 横山広行         | はしもとかつみ              | 10月20日       | 6.8%   | 第1巻     |
| 第4話            | 星の戦士のひみつ              | 吉川惣司            | 大関雅幸         | 大関雅幸         | 高田三郎                    | 10月27日       | 5.6%   | 第2巻     |
| 第5話            | 怒れ!ウィスピーウッズ         | 吉川惣司            | 日下部光雄       | まつもとよしひさ | 飯村一夫                    | 11月3日        | 5.8%   | 第2巻     |
| 第6話            | 見るぞい!チャンネルDDD        | 吉川惣司            | 藤森カズマ       | 高橋幸雄         | 薄谷栄之                    | 11月10日       | 6.5%   | 第2巻     |
| 第7話            | 逆襲!ダイナブレイド           | 国沢真理子          | 原田浩           | 原田浩           | 大宅幸男                    | 11月17日       | 5.8%   | 第3巻     |
| 第8話            | キュリオ氏の古代プププ文明    | 馬場キスケ          | えがみきよし     | えがみきよし     | 中井準                      | 11月24日       | 5.9%   | 第3巻     |
| 第9話            | ロロロとラララ 愛のメロディ   | 下由あい            | 大関雅幸         | 大関雅幸         | 野口木ノ実                  | 12月1日        | 6.2%   | 第3巻     |
| 第10話           | ボルン署長をリニュアルせよ    | 野添梨麻            | 藤森カズマ       | 横山広行         | はしもとかつみ              | 12月8日        | 6.5%   | 第4巻     |
| 第11話           | 宮廷シェフ・カワサキ          | 山口伸明            | まつもとよしひさ | まつもとよしひさ | 佐藤多恵子                  | 12月15日       | 4.5%   | 第4巻     |
| 第12話           | デデデ城のユーレイ            | 国沢真理子          | 岩崎太郎         | 岩崎太郎         | 谷口淳一郎                  | 12月22日       | 4.6%   | 第4巻     |
| 第13話           | ププビレッジ 年忘れ花火大会   | 吉川惣司            | 葛谷直行         | 岩崎太郎         | 谷口淳一郎                  | 12月29日       | 3.5%   | 第5巻     |
| 第14話           | 夢枕魔獣顔見勢                | 吉川惣司            | 日下部光雄       | 日下部光雄       | 飯村一夫                    | 2002年 1月5日  | 3.4%   | 第5巻     |
| 第15話           | 誕生?カービィのおとうと       | 野添梨麻            | 原田浩           | 原田浩           | 大宅幸男                    | 1月12日        | 5.0%   | 第5巻     |
| 第16話           | 私を愛したサカナ              | 山口伸明            | 松浦錠平         | 松浦錠平         | 藤田宗克                    | 1月19日        | 5.0%   | 第6巻     |
| 第17話           | パームとメームの指輪物語      | 国沢真理子          | 高本宣弘         | 横山広行         | はしもとかつみ              | 1月26日        | 6.8%   | 第6巻     |
| 第18話           | 眠りの森のピンクボール        | 馬場キスケ          | まつもとよしひさ | まつもとよしひさ | 飯村一夫                    | 2月2日         | 6.2%   | 第6巻     |
| 第19話           | ナックルジョーがやって来た!   | 野添梨麻            | 大関雅幸         | 大関雅幸         | 野口木ノ実                  | 2月9日         | 6.3%   | 第7巻     |
| 第20話           | さよなら、雪だるまチリー      | 辰宮成彦            | 岩崎太郎         | 岩崎太郎         | 谷口淳一郎                  | 2月16日        | 6.5%   | 第7巻     |
| 第21話           | 王女ローナの休日              | 野添梨麻            | 原田浩           | 原田浩           | 大宅幸男                    | 2月23日        | 7.0%   | 第7巻     |
| 第22話           | 孤島の決戦 老兵は死なず!      | 馬場キスケ          | 松浦錠平         | 松浦錠平         | 藤田宗克                    | 3月2日         | 7.6%   | 2nd第1巻  |
| 第23話           | 迷子のダイナベイビー          | 国沢真理子          | 小島英三         | 大関雅幸         | 野口木ノ実                  | 3月9日         | 6.9%   | 2nd第1巻  |
| 第24話           | ニンジャ、ベニカゲ参上!       | 山口伸明            | 奥田誠治         | まつもとよしひさ | 飯村一夫                    | 3月16日        | 7.6%   | 2nd第1巻  |
| 第25話           | エスカルゴン、まぶたの母      | 国沢真理子          | 藤森カズマ       | 横山広行         | はしもとかつみ              | 3月23日        | 7.0%   | 2nd第2巻  |
| 第26話           | 忠誠!ソードとブレイド         | 野添梨麻            | 葛谷直行         | 岩崎太郎         | 谷口淳一郎                  | 3月30日        | 5.7%   | 2nd第2巻  |
| 第27話           | 恋に落ちたウィスピーウッズ    | 山口伸明            | 原田浩 山崎猛    | 原田浩           | 大宅幸男                    | 4月6日         | 4.7%   | 2nd第2巻  |
| 第28話           | 恐怖のデデデ・ファクトリー    | 吉川惣司            | 松浦錠平         | えがみきよし     | 藤田宗克 石田啓一           | 4月20日        | 5.0%   | 2nd第3巻  |
| 第29話           | 激辛!ファミレス戦争           | 国沢真理子          | 古津和一         | 大関雅幸         | 野口木ノ実                  | 4月27日        | 5.9%   | 2nd第3巻  |
| 第30話           | カービィの謎のタマゴ          | 下由あい            | まつもとよしひさ | 小山幸隆         | 佐藤多恵子                  | 5月4日         | 5.5%   | 2nd第3巻  |
| 第31話           | ビバ!デデベガスへようこそ     | 吉川惣司            | 葛谷直行         | 横山広行         | はしもとかつみ              | 5月11日        | 4.0%   | 2nd第4巻  |
| 第32話           | 歯なしにならないハナシ        | 国沢真理子          | 岩崎太郎         | 岩崎太郎         | 谷口淳一郎                  | 5月18日        | 5.4%   | 2nd第4巻  |
| 第33話           | え〜っ!宇宙のゴミ捨て場       | あんのうん          | 福島一三         | 原田浩           | 大宅幸男                    | 5月25日        | 5.2%   | 2nd第4巻  |
| 第34話           | 究極鉄人、コックオオサカ      | 野添梨麻            | 奥田誠治         | 山崎茂           | 新井豊                      | 6月1日         | 5.0%   | 2nd第5巻  |
| 第35話           | 栄光のプププグランプリ 前編   | 山口伸明            | 大関雅幸         | 大関雅幸         | 野口木ノ実                  | 6月8日         | 5.8%   | 2nd第5巻  |
| 第36話           | 栄光のプププ・グランプリ 後編 | 山口伸明            | えがみきよし     | えがみきよし     | 藤田宗克                    | 6月15日        | 4.7%   | 2nd第5巻  |
| 第37話           | お昼のデデデワイドをつぶせ!   | あんのうん          | まつもとよしひさ | まつもとよしひさ | 佐藤多恵子                  | 6月22日        | 5.2%   | 2nd第6巻  |
| 第38話           | 読むぞい!驚異のミリオンセラー | 吉川惣司            | 藤森カズマ       | 横山広行         | はしもとかつみ              | 6月29日        | 4.6%   | 2nd第6巻  |
| 第39話           | 忘却のエスカルゴン            | あんのうん          | 有原誠治         | 原田浩           | 大宅幸男 山崎タケル         | 7月6日         | 5.0%   | 2nd第6巻  |
| 第40話           | 魔獣ハンター ナックルジョー!  | 野添梨麻            | 岩崎太郎         | 岩崎太郎         | 谷口淳一郎                  | 7月13日        | 5.1%   | 2nd第7巻  |
| 第41話           | メーベルの大予言! 前編        | 吉川惣司            | 奥田誠治         | 山崎茂           | 新井豊                      | 7月20日        | 5.4%   | 2nd第7巻  |
| 第42話           | メーベルの大予言! 後編        | 国沢真理子          | 河合夢男         | 大関雅幸         | 野口木ノ実                  | 7月27日        | 6.1%   | 2nd第7巻  |
| 第43話           | ヒツジたちの反逆              | あんのうん          | 石山タカ明       | 鳥羽聡           | 藤田宗克                    | 8月3日         | 4.0%   | 3rd第1巻  |
| 第44話           | ウィスピーウッズの友 アコル   | 山口伸明            | 酒井伸次         | 真野玲           | 山縣亜紀                    | 8月10日        | 4.9%   | 3rd第1巻  |
| 第45話           | 真夏の夜のユーレイ! 前編      | 国沢真理子          | 藤森カズマ       | 横山広行         | はしもとかつみ              | 8月17日        | 3.5%   | 3rd第2巻  |
| 第46話           | 真夏の夜のユーレイ! 後編      | 国沢真理子          | 有原誠治         | 原田浩           | 大宅幸男                    | 8月24日        | 4.7%   | 3rd第2巻  |
| 第47話           | 帰れ、愛しのワドルディ        | 野添梨麻            | 岩崎太郎         | まつもとよしひさ | 佐藤多恵子                  | 8月31日        | 4.2%   | 3rd第1巻  |
| 第48話           | プププランド観光ツアー        | 山口伸明            | 奥田誠治         | 山崎茂           | 新井豊                      | 9月14日        | 4.7%   | 3rd第2巻  |
| 第49話           | アニメ新番組 星のデデデ       | 吉川惣司            | 日下部光雄       | 岩崎太郎         | 谷口淳一郎                  | 9月21日        | 5.0%   | 3rd第3巻  |
| 第50話           | 貯めるぞい!のろいの貯金箱     | あんのうん          | 河合夢男         | 大関雅幸         | 野口木ノ実                  | 9月28日        | 5.3%   | 3rd第3巻  |
| 第51話           | センチメンタル・カービィ      | あんのうん          | 真野玲 有原誠治  | 真野玲           | 山縣亜紀                    | 10月5日        | 4.7%   | 3rd第3巻  |
| 第52話           | 悪魔のチョコカプセル! 前編    | 国沢真理子          | 藤森カズマ       | 横山広行         | はしもとかつみ              | 10月12日       | 5.5%   | 3rd第4巻  |
| 第53話           | 悪魔のチョコカプセル! 後編    | 国沢真理子          | まつもとよしひさ | まつもとよしひさ | 佐藤多恵子                  | 10月19日       | 4.4%   | 3rd第4巻  |
| 第54話           | やりすぎの騎士!キハーノ       | 野添梨麻            | 渡辺純央         | 鳥羽聡           | 藤田宗克                    | 10月26日       | 6.9%   | 3rd第4巻  |
| 第55話           | ある愛のデデデ                | あんのうん          | 有原誠治         | 原田浩           | 大宅幸男                    | 11月2日        | 4.9%   | 3rd第5巻  |
| 第56話           | わがままペット スカーフィ     | 山口伸明            | 奥田誠治         | 山崎茂           | 新井豊                      | 11月9日        | 4.9%   | 3rd第5巻  |
| 第57話           | パイを笑う者はパイに泣くぞい! | あんのうん          | 岩崎太郎         | 岩崎太郎         | 谷口淳一郎                  | 11月16日       | 5.6%   | 3rd第5巻  |
| 第58話           | 魔獣教師でお仕置きよ!         | 吉田純哉            | 河合夢男         | 大関雅幸         | 野口木ノ実                  | 11月23日       | 3.6%   | 3rd第6巻  |
| 第59話           | 最強番組直撃!晩ごはん         | 野添梨麻            | 有原誠治         | 井上茜           | 山縣亜紀                    | 11月30日       | 4.6%   | 3rd第6巻  |
| 第60話           | 宝剣ギャラクシア!             | 山口伸明            | 葛谷直行         | 横山広行         | はしもとかつみ              | 12月7日        | 5.5%   | 3rd第6巻  |
| 第61話           | 肥惨!スナックジャンキー       | 国沢真理子          | 藤森カズマ       | まつもとよしひさ | 佐藤多恵子                  | 12月14日       | 5.1%   | 3rd第7巻  |
| 第62話           | たかが占い されど占い         | 国沢真理子          | 有原誠治         | 原田浩           | 大宅幸男 山崎タケル         | 12月21日       | 4.7%   | 3rd第7巻  |
| 第63話           | 師走のカゼはつらいぞい!       | あんのうん          | しまずあきとし   | 木村寛           | 飯飼一幸                    | 12月28日       | 4.2%   | 3rd第7巻  |
| 第64話           | 新春!カービィ・クイズショー   | 吉川惣司            | 日下部光雄       | 岩崎太郎         | 谷口淳一郎                  | 2003年 1月4日  | 3.0%   | 3rd第8巻  |
| 第65話           | 逃げてきたナックルジョー      | 野添梨麻            | 大関雅幸         | 大関雅幸         | 野口木ノ実                  | 1月11日        | 3.8%   | 3rd第8巻  |
| 第66話           | さまよえるペンギー            | 国沢真理子          | 有原誠治         | 真野玲           | 山縣亜紀                    | 1月18日        | 5.1%   | 3rd第8巻  |
| 第67話           | 魔獣教師2                     | 吉川惣司            | 藤森カズマ       | 横山広行         | はしもとかつみ              | 1月25日        | 3.8%   | 3rd第9巻  |
| 第68話           | 勝ち抜け!デリバリー時代       | あんのうん          | まつもとよしひさ | まつもとよしひさ | 佐藤多恵子                  | 2月1日         | 5.5%   | 3rd第9巻  |
| 第69話           | ウィスピーの森のエコツアー    | 山口伸明            | 有原誠治         | 原田浩           | 大宅幸男                    | 2月8日         | 3.5%   | 3rd第9巻  |
| 第70話           | トッコリ卿の伝説              | あんのうん          | 小華和ためお     | 小華和ためお     | 柳瀬譲二                    | 2月15日        | 4.7%   | 3rd第10巻 |
| 第71話           | 密着!ホエール・ウォッチング   | 柔美智              | 岩崎太郎         | 岩崎太郎         | 堤弘子                      | 2月22日        | 4.4%   | 3rd第10巻 |
| 第72話           | ワドルディ売ります            | 野添梨麻            | 大関雅幸         | 大関雅幸         | 野口木ノ実                  | 3月1日         | 5.1%   | 3rd第10巻 |
| 第73話           | まわれ!回転寿司               | 吉川惣司            | 有原誠治         | 井上茜           | 山縣亜紀                    | 3月8日         | 4.8%   | 3rd第11巻 |
| 第74話           | モスガバーの逆襲!             | 吉川惣司            | はたひろし       | 横山広行         | はしもとかつみ              | 3月15日        | 4.7%   | 3rd第11巻 |
| 第75話           | 夢の恐竜天国! 前編            | 国沢真理子          | まつもとよしひさ | まつもとよしひさ | 佐藤多恵子                  | 3月22日        | 4.5%   | 3rd第12巻 |
| 第76話           | 夢の恐竜天国! 後編            | 国沢真理子          | 有原誠治         | 原田浩           | 大宅幸男                    | 3月29日        | 5.4%   | 3rd第12巻 |
| 第77話           | ロイヤルアカデデデミー        | 吉川惣司            | 小華和ためお     | 小華和ためお     | 柳瀬譲二                    | 4月5日         | 4.4%   | 3rd第11巻 |
| 第78話           | 発進!エスカルゴン・ロボ       | あんのうん          | 岩崎太郎         | 岩崎太郎         | 谷口淳一郎                  | 4月19日        | 5.5%   | 3rd第12巻 |
| 第79話           | ボンカースあらわる!           | あんのうん          | 真野玲 辻伸一    | 真野玲           | 山縣亜紀                    | 4月26日        | 5.9%   | 3rd第13巻 |
| 第80話           | 強壮!ドリンク狂想曲           | 友永コリエ          | 大関雅幸         | 大関雅幸         | 野口木ノ実                  | 5月3日         | 5.0%   | 3rd第13巻 |
| 第81話           | ドキッ!かたづけられない女     | 国沢真理子          | 藤森カズマ       | 横山広行         | はしもとかつみ              | 5月10日        | 5.6%   | 3rd第13巻 |
| 第82話           | 合体ロボ リョウリガーZ!       | 野添梨麻            | まつもとよしひさ | まつもとよしひさ | 飯村一夫                    | 5月17日        | 5.0%   | 3rd第14巻 |
| 第83話           | 魔獣教師3                     | 吉川惣司            | 有原誠治         | 原田浩           | 大宅幸男                    | 5月24日        | 6.7%   | 3rd第14巻 |
| 第84話           | キュリオ氏の秘宝?             | 友永コリエ          | 岩崎太郎         | 岩崎太郎         | 堤弘子                      | 5月31日        | 6.6%   | 3rd第14巻 |
| 第85話           | まぼろしの紫外線!             | 吉川惣司            | 大関雅幸         | 大関雅幸         | 野口木ノ実                  | 6月7日         | 6.1%   | 3rd第15巻 |
| 第86話           | 弟子対決!コックナゴヤ         | あんのうん          | 小華和ためお     | 小華和ためお     | 大河内忍                    | 6月14日        | 7.0%   | 3rd第15巻 |
| 第87話           | 襲撃!カラスの勝手軍団         | 国沢真理子          | 栗原葵           | 横山広行         | はしもとかつみ              | 6月21日        | 5.1%   | 3rd第15巻 |
| 第88話           | はだかのエスカルゴン          | あんのうん          | 高本宣弘         | 真野玲           | 山縣亜紀                    | 6月28日        | 5.0%   | 3rd第16巻 |
| 第89話           | オタアニメ!星のフームたん     | 国沢真理子 吉川惣司 | まつもとよしひさ | まつもとよしひさ | 佐藤多恵子                  | 7月5日         | 7.4%   | 3rd第16巻 |
| 第90話           | 爆走!デデデス・レース 前編    | 野添梨麻            | 山崎タケル       | 原田浩           | 大宅幸男 山崎猛（メカ作監） | 7月12日        | 5.7%   | 3rd第17巻 |
| 第91話           | 爆走!デデデス・レース 後編    | 野添梨麻            | 岩崎太郎         | 岩崎太郎         | 堤弘子                      | 7月19日        | 5.0%   | 3rd第17巻 |
| 第92話           | ワドルディの食文化大革命      | 下由あい            | 大関雅幸         | 大関雅幸         | 野口木ノ実                  | 7月26日        | 4.8%   | 3rd第16巻 |
| 第93話           | カービィ感謝の日!             | 友永コリエ          | 栗原葵           | 横山広行         | はしもとかつみ              | 8月2日         | 4.6%   | 3rd第17巻 |
| 第94話           | 脱走魔獣ファンファン          | 柔美智              | 小華和ためお     | 小華和ためお     | 大河内忍                    | 8月9日         | 4.8%   | 3rd第18巻 |
| 第95話           | デビル・カービィ!             | あんのうん          | 有原誠治         | 真野玲           | 山縣亜紀                    | 8月16日        | 3.0%   | 3rd第18巻 |
| 第96話           | ワープスターの危機! 前編      | 吉川惣司 国沢真理子 | 有原誠治         | 原田浩           | 大宅幸男                    | 8月23日        | 4.4%   | 3rd第19巻 |
| 第97話           | ワープスターの危機! 後編      | 吉川惣司 国沢真理子 | まつもとよしひさ | まつもとよしひさ | 佐藤多恵子                  | 8月30日        | 5.4%   | 3rd第19巻 |
| 第98話           | 発進!戦艦ハルバード           | 吉川惣司            | 日下部光雄       | 岩崎太郎         | 堤弘子 谷口淳一郎           | 9月13日        | 4.7%   | 3rd第20巻 |
| 第99話           | 撃滅!ナイトメア大要塞         | 吉川惣司            | 栗原葵           | 横山広行         | はしもとかつみ              | 9月20日        | 5.4%   | 3rd第20巻 |
| 第100話 (最終話) | 飛べ!星のカービィ             | 吉川惣司            | 葛谷直行         | 大関雅幸         | 佐藤多恵子                  | 9月27日        | 4.4%   | 3rd第20巻 |

## 放送局
全てTBS系列（ただし、テレビ山口は除く）。
関東地区での平均視聴率は5.2%。CBCのこの時間枠（7:30 - 8:00）で放送されたアニメ・特撮番組の中では、当時最も高い平均視聴率、最高視聴率を記録している。
第27話より、CBC製作アニメでは初の字幕放送を実施した。CBCの全日帯アニメでは唯一の例である。
再放送とは少々異なるが、Wiiのコンテンツ「Wiiの間」内「シアターの間」において、PPV配信されていた（現在はサービス終了）。1話100Wiiポイント。手続きをすると1週間見放題。サービス開始当初、1話・2話は無料配信されていた。
なお2003年7月26日放送の第92話「ワドルディの食文化大革命」は同日に発生した宮城県北部地震の「JNN報道特別番組」の放送で本編最終盤及び次回予告部分が放映されなかったため、遅れネットのテレビ高知以外は再放送を行った。
| 放送地域                                              | 放送局                    | 放送日時（JST）    | 放送期間                      | 備考                 |
| ----------------------------------------------------- | ------------------------- | ------------------ | ----------------------------- | -------------------- |
| 中京広域圏                                            | 中部日本放送（CBC）       | 土曜 7:30 - 8:00   | 2001年10月6日 - 2003年9月27日 | 製作局 現・CBCテレビ |
| 北海道                                                | 北海道放送（HBC）         | 土曜 7:30 - 8:00   | 2001年10月6日 - 2003年9月27日 |                      |
| 青森県                                                | 青森テレビ（ATV）         | 土曜 7:30 - 8:00   | 2001年10月6日 - 2003年9月27日 |                      |
| 岩手県                                                | IBC岩手放送（IBC）        | 土曜 7:30 - 8:00   | 2001年10月6日 - 2003年9月27日 |                      |
| 宮城県                                                | 東北放送（TBC）           | 土曜 7:30 - 8:00   | 2001年10月6日 - 2003年9月27日 |                      |
| 山形県                                                | テレビユー山形（TUY）     | 土曜 7:30 - 8:00   | 2001年10月6日 - 2003年9月27日 |                      |
| 福島県                                                | テレビユー福島（TUF）     | 土曜 7:30 - 8:00   | 2001年10月6日 - 2003年9月27日 |                      |
| 関東広域圏                                            | 東京放送（TBS）           | 土曜 7:30 - 8:00   | 2001年10月6日 - 2003年9月27日 | 現・TBSテレビ        |
| 新潟県                                                | 新潟放送（BSN）           | 土曜 7:30 - 8:00   | 2001年10月6日 - 2003年9月27日 |                      |
| 長野県                                                | 信越放送（SBC）           | 土曜 7:30 - 8:00   | 2001年10月6日 - 2003年9月27日 |                      |
| 山梨県                                                | テレビ山梨（UTY）         | 土曜 7:30 - 8:00   | 2001年10月6日 - 2003年9月27日 |                      |
| 静岡県                                                | 静岡放送（SBS）           | 土曜 7:30 - 8:00   | 2001年10月6日 - 2003年9月27日 |                      |
| 富山県                                                | チューリップテレビ（TUT） | 土曜 7:30 - 8:00   | 2001年10月6日 - 2003年9月27日 |                      |
| 石川県                                                | 北陸放送（MRO）           | 土曜 7:30 - 8:00   | 2001年10月6日 - 2003年9月27日 |                      |
| 近畿広域圏                                            | 毎日放送（MBS）           | 土曜 7:30 - 8:00   | 2001年10月6日 - 2003年9月27日 |                      |
| 鳥取県・島根県                                        | 山陰放送（BSS）           | 土曜 7:30 - 8:00   | 2001年10月6日 - 2003年9月27日 |                      |
| 岡山県・香川県                                        | 山陽放送（RSK）           | 土曜 7:30 - 8:00   | 2001年10月6日 - 2003年9月27日 | 現・RSK山陽放送      |
| 広島県                                                | 中国放送（RCC）           | 土曜 7:30 - 8:00   | 2001年10月6日 - 2003年9月27日 |                      |
| 愛媛県                                                | あいテレビ（ITV）         | 土曜 7:30 - 8:00   | 2001年10月6日 - 2003年9月27日 |                      |
| 福岡県                                                | RKB毎日放送（RKB）        | 土曜 7:30 - 8:00   | 2001年10月6日 - 2003年9月27日 |                      |
| 長崎県                                                | 長崎放送（NBC）           | 土曜 7:30 - 8:00   | 2001年10月6日 - 2003年9月27日 |                      |
| 熊本県                                                | 熊本放送（RKK）           | 土曜 7:30 - 8:00   | 2001年10月6日 - 2003年9月27日 |                      |
| 大分県                                                | 大分放送（OBS）           | 土曜 7:30 - 8:00   | 2001年10月6日 - 2003年9月27日 |                      |
| 宮崎県                                                | 宮崎放送（MRT）           | 土曜 7:30 - 8:00   | 2001年10月6日 - 2003年9月27日 |                      |
| 鹿児島県                                              | 南日本放送（MBC）         | 土曜 7:30 - 8:00   | 2001年10月6日 - 2003年9月27日 |                      |
| 沖縄県                                                | 琉球放送（RBC）           | 土曜 7:30 - 8:00   | 2001年10月6日 - 2003年9月27日 |                      |
| 高知県                                                | テレビ高知（KUTV）        | 水曜 16:25 - 16:55 | 2002年1月16日 - 2004年1月14日 |                      |
| 放送局・放送日時の出典は2003年5月中旬 - 6月上旬時点。 |                           |                    |                               |                      |

## 海外放送
アメリカ合衆国へ輸出され、"Kirby Right Back at Ya!"という題で放送された。最終回（日本においての96話から100話）はテレビ放送されずにOVAとしてDVDで発売された。なお、カービィの声優は日本と同じ大本眞基子の声が使われており全世界共通である。その関係でアフレコ時はカービィの声のみ別録音となっている。
- 放送局: FoxBox→4Kids TV
- 期間: 2002年9月14日開始。一旦放送を終了したが、その後何度も再放送を繰り返している。英語版の公式サイトでは実際のアニメをベースにした漫画版も存在しており、当時のアメコミを彷彿とさせている。

上記以外でも中国語、フランス語、ドイツ語、スペイン語、ポルトガル語、韓国語、イタリア語、セルビア語に翻訳されていることから、ヨーロッパでも放送されている模様だが、詳細は不明。台湾ではケーブルテレビのディズニー・チャンネルで放送されている。韓国ではアニメ専門チャンネルTooniverseで放送している。
日本版とアメリカ版の相違点
- アメリカ版では銀河戦士団が登場せず、星の戦士のみでストーリーが進行する。
- アメリカ版で使われているBGMは、全てが現地で独自に作られたものである。中には4Kids TVが過去に放送したアニメの曲を使いまわすこともある。
- 日本版でも元々英語表記だったのを含め、一部の看板や張り紙等の文字が削除されている。
- 多くの台詞が変更されており、29話を例に挙げると、ムッシュ・ゴーンが普通にしゃべるようになったり、激辛に相当する部分が「火山」「ペパロニ」「メキシコ」等に変更されている。
- ポケットモンスターのように村長の牧場のヒツジなど、言葉を話さない動物の鳴き声も吹き替えられている。日本版のヒツジは「メェー」と鳴くが、アメリカ版では「baa（バー）」と鳴く。
- デデデ大王が第1話から第34話で乗っていた装甲車のデザインが、日本では迷彩柄だったが、アメリカ版ではオレンジと黄色を基調とした色使いになっている。
- 第2話の、デデデ大王が装甲車の大砲を発射するシーン、カービィが村のパブや刑務所で働いているシーンなどが削除されている。また、第13話でブンたちが花火を投げるシーン、第29話や第46話での施設が火事になるシーン、第38話でデデデ大王が本を燃やすシーン、第61話でカービィたちを絞り込むシーン、最終回でカスタマーサービスが絶叫するシーンなどにも、削除・省略されたものが若干存在する。
- 一部のSEも差し替えられており、60話を例に挙げると、シリカの武器（マシンガン、バスーカなど）の発砲音が変更されており、逆にシリカ対メタナイトの一騎討ちのシーンでは互いの剣がぶつかり合ったときの金属音がさらに追加されている。
- 第49話の劇中アニメ「星のデデデ」の冒頭でデデデが歌うOP映像（デデデ仕様）が、現地ローカライズ（DeDeDe）に差し替えられている。また、提供の表示画面もデデデの顔のアップの絵に変更。
- 第77話のモナ・リザやミロのヴィーナス等に類似した作品がそれらを連想しにくいように変更されている。

## 商品展開、評価、影響
同社ゲームのアニメ作『ポケットモンスター』や同局の『平成ウルトラシリーズ』のように幼児～小学生を対象としていたため、ゲームのみならずアパレル、生活雑貨、絵本、菓子など幅広い展開がされた。またアニメ以前には様々なメーカーから玩具が販売されていたが、今作はタカラ（現・タカラトミー）が担当した。主力商品として「マグネットカービィコレクション」やメダルを使った「メダまる」が展開されたが売上が思わしくなかったためかアニメ2年目では目立った玩具の商品展開は見られなかった。このため2年目に登場したコピー能力はほとんど商品化されていない。
視聴率に関しては平均視聴率5％、最高視聴率7％と朝枠のアニメとしては比較的好調だったとはいえ朝枠の番組全体で見ると決して高い数値とは言えない数字で劇中内でも49話では視聴率に関しての自虐ネタがあった。
CBC制作の全国ネットアニメは本作をもって区切りとなり、放送枠は後番組『美少女戦士セーラームーン』より特撮枠に移行。一方で『モンスターファームシリーズ』、『真・女神転生デビルチルドレン』、そして本作に声優出演していたつボイノリオは、次番組に当たる『美少女戦士セーラームーン』では「坪井アナウンサー」役として顔出しで出演されている。本作終了後、CBCは2024年4月に日曜日23時30分枠に『アガルアニメ』を新設し、同枠で『転生貴族、鑑定スキルで成り上がる』が放送されるまでは全国ネットアニメを手掛けていなかった。
アニメの展開に合わせてアニメの販促と連動を兼ねゲームの製品群も必要になり、本編にあたるアクションゲームと制作に時間がかからないという判断からレーシングゲームを制作することになった。このうち本編ゲームはGBA用「夢の泉デラックス」「鏡の大迷宮」、GC版の「星のカービィ（仮称）」、レースゲームは「カービィのエアライド」であったがアニメの放送中に発売できたのは「夢の泉デラックス」「エアライド」の2作品のみで「鏡の大迷宮」はアニメ終了から半年後の発売となり、GC版は開発中止になりその要素を取り込んだ「Wii」がアニメ放送から10年後の発売となった。
アニメ放送終了後もアニメ版のキャラクターデザインを使用したキャラクター商品が販売されていた。タカラトミーアーツが2008〜2009年に食玩やガチャポントイとして今作の商品を展開しており、終了後に販売した『鏡の大迷宮』『参上! ドロッチェ団』での初出のコピー能力がアニメ版イラストとして登場している。後のゲームシリーズのグッズ展開もタカラトミーアーツが担当することになった。
NHKがBSプレミアムで2017年5月3日に放送した「ニッポンアニメ100 発表!あなたが選ぶアニメ ベスト100」で本作は241位にランクインした。
アニメ監督の見里朝希は、インタビューで本作を影響を受けた作品の一つに挙げている。
貴島明日香は、本作のDVDを視聴し、ハートを奪われたと語っている。

### 後のゲームシリーズへの影響
アニメ放送終了後、原作となったゲーム版にもアニメでの設定が活かされるようになった。
- キャラクター関連
  - アニメ版の影響を最も大きく受けたキャラはメタナイトである。アニメ以前は比較的マイナーだった[24]が、放送時に行われたカービィ以外のキャラの人気投票で2位にランクインする[25]など、アニメによって大きく知名度が上昇するとともに味方サイドであったことから『星のカービィ 鏡の大迷宮』以降は味方寄りになるとともにレギュラーキャラとなった。
    - また、メタナイトの剣のデザインが『大乱闘スマッシュブラザーズDX』以降はアニメ調のデザインとなり、「ギャラクシア」という剣の名称も続編の『大乱闘スマッシュブラザーズX』の技名で使用された。
    - 『星のカービィ ウルトラスーパーデラックス』、および『星のカービィ Wii』の作中ムービーでは、メタナイトがアニメの様に半身をマントで身を包む姿を見せている。
    - 『ウルトラスーパーデラックス』のモード「メタナイトでゴーDX」でのメタナイトのヘルパー（2プレイヤー用キャラ）として、ソードナイトとブレイドナイトが登場した。それ以前はソードナイトとブレイドナイトはメタナイトと無関連だった。

  - デデデ大王の身長が『夢の泉デラックス』以降、アニメ版に近い高いものになった。また、『星のカービィ 参上! ドロッチェ団』で書き起こされた公式イラストがアニメ調のものとなっている。
  - 『夢の泉デラックス』以降、中ボスキャラ・ファイヤーライオンのデザインがアニメ調になった。
  - 『ウルトラスーパーデラックス』から、中ボスキャラ・バグジーのデザインがアニメ調になった。
  - アニメのワドルディのように槍を持った「ヤリワドルディ」がザコ敵として登場。また、『タッチ!カービィ』におけるワドルドゥが説明で「ドゥ隊長」と書かれたりもした。
  - 『大乱闘スマッシュブラザーズX』におけるメタナイトとアシストフィギュア・ナックルジョーの声優が、アニメ版でそれぞれを担当した私市淳と高山みなみが引き継いで担当した。逆に、原作・アニメなどのカービィの声優については、ゲーム（第1作目『ニンテンドウオールスター!大乱闘スマッシュブラザーズ』）から引き継がれたものである。
  - 『大乱闘スマッシュブラザーズX』、『ウルトラスーパーデラックス』以降のカービィシリーズから、それまで主に少人数での登場だったワドルディたちが大勢で一斉に登場する機会が多くなる。アニメ同様、デデデ大王の部下としての登場が多い。
  - 「ブレードナイト」の名前が『ウルトラスーパーデラックス』にてアニメ版の表記である「ブレイドナイト」に変更された。
  - 『ウルトラスーパーデラックス』のミニゲーム『タッチ!早撃ちカービィ』に登場するナックルジョーなどのイラストがアニメ版調になっている。
  - フーム、ブンが名前登録で使用される。（『大乱闘スマッシュブラザーズDX』）
  - 番外作品の『毛糸のカービィ』や『タッチ!カービィ スーパーレインボー』ではカービィが「ぽよ」と喋る。ただし、「ぽよ」としか言えない訳ではなく、「えい！」などの別の掛け声も上げている。
  - 『毛糸のカービィ』におけるデデデが語尾に「ぞい」とつける。
  - 『あつめて!カービィ』のサブゲーム「カービィマスター」にエスカルゴン、コックオオサカ、マッチョサンが、「空中探検隊EOS」にカスタマーサービスなどのアニメオリジナルキャラクターが登場。また、「カービィマスター」ではワドルドゥがアニメのように短剣を持って現れる場面がある。
  - 『カービィ バトルデラックス!』でワドルディが本作のように喋るようになり、『星のカービィ ディスカバリー』でこの喋り声が「わにゃ」と形容されるようになる。
  - 『星のカービィ スターアライズ』でドリームフレンズのアドレーヌ＆リボンの技「ペインター」にオクタコンが登場している[26]。
- コピー能力関連
  - アニメで『星のカービィ スーパーデラックス』同様にコピー能力習得状態では帽子を被る形が採用されたことにより、以後のゲームでもこれがスタンダードな形となる。
  - 「トルネイド」や「ニードル」、「クリーン」など一部のコピー能力の帽子が逆輸入された。
  - 「ニードル」のトゲを飛ばす技が『Wii』にて「バーンニードル」という技名で逆輸入された。
  - 「スパーク」の「プラズマ」との統合が逆輸入された（ドロッチェ団、Wii）。
  - 97話に登場したアニメオリジナルのコピー能力の「ウォーター」が『星のカービィ Wii』に登場した。また、同じくアニメオリジナルのコピー能力の「アイアン」「バトントワリング」はそれぞれ「メタル」、「スティック」というコピー能力としてゲーム作品（前者は『参上! ドロッチェ団』、後者は『星のカービィ スターアライズ』）に登場した。
- その他の要素
  - 『参上! ドロッチェ団』では、デデデ城や戦艦ハルバードのデザインと設定などがアニメ版のものが使用された。また、同作中のデデデ戦ではデリバリーシステムも登場した（前述の理由のためアニメのキャラは登場しない）。
  - 前述のように『カービィのエアライド』や『大乱闘スマッシュブラザーズX』にアニメのBGMが使用された。また、効果音などにおいてもカービィがジャンプした音などが『大乱闘スマッシュブラザーズX』で使われている。
  - アニメのサブタイトル場面で鳴る効果音がステージを始めるときに鳴る（毛糸のカービィ）。
  - 『大乱闘スマッシュブラザーズX』のステージ選択画面における「グリーングリーンズ」と「戦艦ハルバード」の下に表記されている原作シリーズロゴがアニメのロゴ調になっている。
  - また、同作のアドベンチャーモード『亜空の使者』に登場するデデデの用意した特殊なブローチや、デデデ城内装などに彫られた、デデデの顔のデザインがアニメ版におけるデデデ像のものとなっている。
  - モスガバーの逆襲でツインナッツが歌った曲がアレンジされて使われている（『あつめて!カービィ』）。

## 関連商品

### CD
- 星のカービィ テーマソング（型番 KIRBY-2001）
  - 収録曲 - カービィ★マーチ、きほんはまる、およびそれら2曲のカラオケ版。
- カービィ! / カービィ☆ステップ!（型番 AVCA-14596）
  - 収録曲 - カービィ!、カービィ☆ステップ!、カービィ★マーチ、およびこれら3曲のカラオケ版。コピーコントロールCD。
- テレビアニメ星のカービィ オリジナルサウンドトラック（型番 KIRBY-2002）
  - 収録曲 - カービィ★マーチ、きほんはまる、作中で使われたBGMなど全42曲（歌詞のあるものについてはカラオケ版も収録されている）。しかし、一部収録されていない曲もある。

### 映像ソフト
セル（販売用）DVDは合計13本がavex modeより発売されている。1巻当たり3話ずつが収録され、第1巻 - 第7巻は「1stシリーズ」、8巻目以降は「2ndシリーズ」の名で販売されていたが、2ndシリーズの第6巻を最後に発売が打ち切られてしまった。これにより、DVDで発売されているのは第1話 - 第39話と後述のまんまるセレクションに収録された第49話、合計40話に留まる結果となった。ちなみに、第13話はファーストシリーズ5巻とまんまるセレクションの両方に収録されている。
1巻につき3話が収録され、2ndシリーズにはそれに加えて特典映像（アメリカ版Kirby、ゲーム版カービィのハイライトシーン集）が収録されている。1stシリーズには特典映像は無い。また、特別盤として第13話と第49話を収録した「星のカービィ まんまるセレクション カービィ“最強タッグ”編」も発売された。なお、レンタルVHSは「2ndシリーズ」（全7巻）、「3rdシリーズ」（全20巻）と続けて刊行され、全ての話が収録されている。前述のようにセルDVDの発売が打ち切られ、Wiiの間は現在はサービス終了しているため、2022年時点では、未収録の話については（再放送や有料放送を除けば）レンタルVHSで視聴するしかなかった。
日本国外では、DVDの他に無料でアニメが視聴できる「任天堂アニメチャンネル」で配信されている。
2022年8月11日、音楽イベント『星のカービィ 30周年記念ミュージックフェス』内にて、全100話を収録したHDリマスター版Blu-ray BOXの発売が告知された。12月16日、「アニメ「星のカービィ」HDリマスター版 まるごとコンプリートBOX」として発売日が2023年3月14日に決定したことが発表された。発売元はハル研究所、販売主はバリュープラス。「まるごとコンプリートBOX」では全100話だけでなく、前述のパイロット版や後述の4Dシアター用作品（Blu-ray収録は2D映像）、4キッズによる北米版第1話などといった特典映像も収録されるほか、設定資料やキャストへのインタビューを収めたブックレット、第1話の絵コンテも特典として封入される。
また、Wii用ソフト『星のカービィ 20周年スペシャルコレクション』に本作の以下の3話がOPとEDを含めて収録されている（次回予告、及び「プププつうしん」は省かれている）。このうち、第60話と第72話は前述のavex mode発売のセルDVDには未収録だった。
- 第1話「出た! ピンクの訪問者」
- 第60話「宝剣ギャラクシア!」
- 第72話「ワドルディ売ります」

#### DVD・VHS一覧
| 巻数  | 発売日         | 収録話          | 規格品番   | 規格品番  |
| 巻数  | 発売日         | 収録話          | DVD        | VHS       |
| ----- | -------------- | --------------- | ---------- | --------- |
| Vol.1 | 2002年8月21日  | 第1話 - 第3話   | AVBA-14421 | KB02-0467 |
| Vol.2 | 2002年9月19日  | 第4話 - 第6話   | AVBA-14467 | KB02-0468 |
| Vol.3 | 2002年10月17日 | 第7話 - 第9話   | AVBA-14475 | KB02-0469 |
| Vol.4 | 2002年11月20日 | 第10話 - 第12話 | AVBA-14503 | KB02-0470 |
| Vol.5 | 2002年12月26日 | 第13話 - 第15話 | AVBA-14533 | KB02-0471 |
| Vol.6 | 2003年1月22日  | 第16話 - 第18話 | AVBA-14556 | KB02-0472 |
| Vol.7 | 2003年2月26日  | 第19話 - 第21話 | AVBA-14573 | KB02-0473 |

| 巻数   | 発売日        | 収録話          | 規格品番   | 規格品番  |
| 巻数   | 発売日        | 収録話          | DVD        | VHS       |
| ------ | ------------- | --------------- | ---------- | --------- |
| Vol.1  | 2003年3月19日 | 第22話 - 第24話 | AVBA-14590 | KB03-0547 |
| Vol.2  | 2003年4月16日 | 第25話 - 第27話 | AVBA-14697 | KB03-0548 |
| 特別盤 | 2003年4月23日 | 第13話、第49話  | AVBA-14698 | KB03-0555 |
| Vol.3  | 2003年5月21日 | 第28話 - 第30話 | AVBA-14717 | KB03-0549 |
| Vol.4  | 2003年6月18日 | 第31話 - 第33話 | AVBA-14727 | KB03-0550 |
| Vol.5  | 2003年7月16日 | 第34話 - 第36話 | AVBA-14739 | KB03-0551 |
| Vol.6  | 2003年8月20日 | 第37話 - 第39話 | AVBA-14764 | KB03-0542 |
| Vol.7  | 2003年9月18日 | 第40話 - 第42話 | -          | KB03-0553 |

| 巻数   | 発売日         | 収録話                 | 規格品番  |
| 巻数   | 発売日         | 収録話                 | VHS       |
| ------ | -------------- | ---------------------- | --------- |
| Vol.1  | 2003年10月16日 | 第43話、第44話、第47話 | KB03-0586 |
| Vol.2  | 2003年11月19日 | 第45話、第46話、第48話 | KB03-0587 |
| Vol.3  | 2003年11月19日 | 第49話 - 第51話        | KB03-0588 |
| Vol.4  | 2003年12月17日 | 第52話 - 第54話        | KB03-0589 |
| Vol.5  | 2003年12月17日 | 第55話 - 第57話        | KB03-0590 |
| Vol.6  | 2004年1月21日  | 第58話 - 第60話        | KB03-0591 |
| Vol.7  | 2004年1月21日  | 第61話 - 第63話        | KB03-0592 |
| Vol.8  | 2004年2月18日  | 第64話 - 第66話        | KB03-0593 |
| Vol.9  | 2004年2月18日  | 第67話 - 第69話        | KB03-0594 |
| Vol.10 | 2004年3月17日  | 第70話 - 第72話        | KB03-0595 |
| Vol.11 | 2004年3月17日  | 第73話、第74話、第77話 | KB03-0596 |
| Vol.12 | 2004年4月21日  | 第75話、第76話、第78話 | KB03-0597 |
| Vol.13 | 2004年4月21日  | 第79話 - 第81話        | KB03-0598 |
| Vol.14 | 2004年5月19日  | 第82話 - 第84話        | KB03-0599 |
| Vol.15 | 2004年5月19日  | 第85話 - 第87話        | KB03-0600 |
| Vol.16 | 2004年6月16日  | 第88話、第89話、第92話 | KB03-0601 |
| Vol.17 | 2004年6月16日  | 第90話、第91話、第93話 | KB03-0602 |
| Vol.18 | 2004年7月14日  | 第94話、第95話         | KB03-0603 |
| Vol.19 | 2004年7月14日  | 第96話、第97話         | KB03-0604 |
| Vol.20 | 2004年8月18日  | 第98話 - 第100話       | KB03-0605 |

## パイロット版
アニメ本放送開始前に、パイロット版として短編が1話製作され、ゲーム専門雑誌「ファミ通キューブ+アドバンス」においてDVDが付録として頒布された。背景や一部エフェクトを除き、全て3DCGで制作されている。内容は本放送に比べて原作のアクションゲームを意識した内容であり、アニメ本編には登場しなかったゲーム版のボスキャラが登場したり、メタナイトは敵であったりした。また、カービィのデザインが『夢の泉の物語』時代のものであり、世界観そのものも異なっている。セリフは一切無い。
ストーリー
カービィが宇宙を旅していると、乗っていたワープスターが突然発火し、そのまま彼はポップスターに墜落した。そこで彼はティアラを付けた少女と仲良くなり、仲良く二人で探検を始める。それを快く思わなかったデデデは、マシンガンを打ち込んだり、杭を突き刺そうとしたり、爆弾を投げつけたりしたが、いずれも失敗。自分が黒焦げになって倒れてしまったところをカービィに助けられ、心を入れ替えたデデデは彼らの仲間に加わった。ところがそのとき、突然雲が辺りを覆い、中からメタナイトを始めとするモンスターたちが飛び出した。カービィは得意の吸い込みを活かしてモンスターたちを次々と倒していくが、今度はナイトメアが現れてカービィたちに電撃を食らわし、動きを封じてしまった。
気がついてみると、今までの戦いはすべてカービィが見ていた夢であった。

### 登場キャラクター
カービィ
パイロット版ではワープスターに乗って登場。少女やデデデの夢を見る。作中ではアイスカービィ、スパークカービィに変身する。なお、夢の中で、ホバリングせずに空を飛ぶシーンがあった。
以下は、カービィの夢の中で登場した
キャラクターである。
少女
黄色い体で、ティアラを着けた女の子。ツインテールの髪には赤いリボンを着けている。突然現れたカービィに親しく接し、バカンスやピクニックを楽しむ。空を飛べる。
デデデ
ゲームに準じたデザインで登場するが、帽子の上に王冠を被っている特徴がある。カービィに食べ物を分け与えられた時に号泣することから、涙もろい性格が窺える。最後にはカービィをおんぶして魔獣と闘う。
キャプテンステッチ
終盤でほかの魔獣とともに登場。カービィに吸い込まれ、メタナイトにぶつけられ倒される。
メタナイト
本編とは異なり、完全な敵として登場する。カービィから吐き出されたキャプテンステッチにぶつかり、倒されてしまう。
アイスドラゴン
他の魔獣たちとともに登場。カービィの吸い込みに必死に抵抗するが、最後には飲み込まれてしまう。
ダークマター
本作では『星のカービィ3』のように目玉の姿で登場。アイスドラゴンからアイスをコピーしたカービィによって氷漬けにされてしまう。
マスターグリーン
アイスドラゴン同様、カービィの吸い込みに必死の抵抗を見せるが、やはり飲み込まれてしまった。
ブロッキー
マスターグリーンからスパークをコピーしたカービィによって電撃を受ける。
イフリーティ
ブロッキーと一緒に一瞬だけ登場、カービィの電撃を受ける。
ミスター・ピー・アンプキン
ブロッキー同様、カービィの電撃を受ける。
スイートスタッフ
ミスター・ピー・アンプキンと共にカービィの電撃を食らう。
ハボキ
ミスター・ピー・アンプキンと共にカービィの電撃を受ける。顔はほとんど映らない。
ナイトメアウィザード
他の魔獣が倒されてしまった時登場。カービィたちに電撃を加え、動きを封じた。

## 星のカービィ マジカルシアター
浜名湖パルパル（期間不明）と東京ドームシティおもちゃ王国で2008年9月20日から2009年1月12日までの期間中に世界初の4Dシアター（3D映像と劇場の椅子の振動を合わせて4Dとされる）として「星のカービィ マジカルシアター」が公開されていた。場内にはカービィの声を務めている大本眞基子が書いた2009年1月11日付のサインが飾られた。上演作品のタイトルは『星のカービィ ～特別編～ 倒せ!!甲殻魔獣エビゾウ』で、デデデ大王がデリバリーシステムで注文した甲殻魔獣・エビゾウとカービィが戦う物語。全体のストーリーは番組中期と同じ雰囲気で、主要キャラクターの多くが再登場を果たしている。『倒せ!!甲殻魔獣エビゾウ』は、テレビアニメの総監督である吉川惣司監督みずからが、脚本、監督、絵コンテと、演出すべてを担当し、スタッフ、声優陣もテレビシリーズを支えたベテランが再集結した作品。また、自然で迫力のある3D表現には、NHKメディアテクノロジーの技術が活かされている。
2009年8月9日より、Wiiチャンネル「Wiiの間」でネット配信が開始された。また、2011年10月18日からニンテンドー3DS用の3D映像視聴サービス「ニンテンドービデオ」向けとして前編・後編に分けて期間限定配信された。